# Alemania
Alemania (en alemán: Deutschlandⓘ), oficialmente la República Federal de Alemania (Bundesrepublik Deutschlandⓘ), es un país de Europa central y el Estado de la Unión Europea con mayor población y PIB. Constituido en Estado social y democrático de derecho, su forma de gobierno es la república parlamentaria y federal. Su capital es Berlín. Está formado por dieciséis estados federados (Bundesländer) y limita al norte con el mar del Norte, Dinamarca, Suecia (frontera marítima) y el mar Báltico; al este con Polonia y la República Checa; al sur con Austria y Suiza; y al oeste con Francia, Luxemburgo, Bélgica y los Países Bajos. El municipio Büsingen am Hochrhein, enclavado en Suiza, también forma parte de Alemania. El territorio de Alemania abarca 357 376 km² de extensión y posee un clima templado. Con más de 84 millones de habitantes, es el país más poblado entre los Estados de la Unión Europea, y es el hogar del tercer mayor grupo de emigrantes internacionales. En 2014 Alemania fue el segundo destino de las migraciones más popular del mundo, después de Estados Unidos.
Las palabras alemán y Alemania son latinizaciones del protogermánico *allai manniz,que correspondería, en alto alemán antiguo, a Alle Mannen (Alle, 'todos', y Mannen, 'hombres'; es decir, 'todos los hombres'). El historiador romano Amiano Marcelino fue el primero en hablar de Alamannia en el siglo IV para aludir a una confederación de tribus germánicas.[cita requerida] Sin embargo, estas denominaciones eran utilizadas también en la Antigüedad por los romanos para denominar a la tribu de los alamanes (no es lo mismo que alemanes), el pueblo germánico más cercano al territorio del Imperio romano. De ahí fue usada para nombrar al país entero. Además de alemán, está también extendido el uso del gentilicio germano, derivado del nombre con que los romanos se referían a las tribus ni romanas ni celtas de la zona central de Europa, cuyo territorio llamaban Germania. Desde el año 962, los territorios alemanes formaron una parte central del Sacro Imperio Romano Germánico, que duró hasta 1806. Durante el siglo XVI, las regiones del norte del país se convirtieron en el centro de la Reforma protestante.
Como un moderno Estado nación, el país fue unificado en tiempos de la guerra franco-prusiana de 1871. Tras la Segunda Guerra Mundial, cuando la Alemania nazi fue derrotada por los aliados, Alemania fue dividida en dos Estados separados a lo largo de las líneas de ocupación aliada en 1949; los Estados resultantes fueron la República Federal de Alemania (RFA) y la República Democrática Alemana (RDA), que se reunificaron en 1990. La RFA fue miembro fundador de la Comunidad Europea (1957), que se convirtió en la Unión Europea en 1993. La Alemania reunificada es parte del espacio Schengen y adoptó la moneda común europea, el euro, en 1999 (movimiento de pagos sin efectivo) y 2002 (pagos en efectivo).
Alemania es miembro de la Organización de las Naciones Unidas, la OTAN, el G7, las naciones G4 y firmó el Protocolo de Kioto. Es la cuarta mayor economía mundial en cuanto al PIB nominal y la primera de Europa, siendo además la principal potencia industrial del continente. También es el tercer mayor exportador de mercancías del mundo y, en términos absolutos, asigna el tercer mayor presupuesto anual de la ayuda al desarrollo en el mundo, mientras que sus gastos militares ocuparon el séptimo lugar mundial en 2020. El país ha desarrollado un alto nivel de vida y establecido un sistema completo de seguridad social. Tiene una posición clave en los asuntos europeos y mantiene una estrecha relación con varias asociaciones a nivel mundial.[cita requerida] Es reconocida como uno de los líderes en los sectores científico y tecnológico.

## Nombre
El nombre «Alemania» proviene del pueblo germánico conocido por los romanos como alemanni o alamanni; atestiguado por primera vez por Dion Casio en el contexto de una campaña militar del emperador Caracalla en 213.[cita requerida]  El historiador bizantino Agatías (siglo VI) cita a Gayo Asinio Cuadrado, quien habría escrito que los alamanni eran «un pueblo mestizo y mezclado», que es lo que significa su nombre. En efecto, alamanni proviene de protogermánico *allai manniz, con allai, «todos» y manniz «los hombres» (es decir «todos los hombres»). Walafrido Estrabón, monje de San Galo, escribió en el siglo IX que los pueblos que se denominaban a sí mismos suabos eran conocidos como alemanni por los extranjeros. En español y otras lenguas romances, el nombre de este pueblo fue usado para designar a los demás pueblos germánicos y, finalmente, al Imperio alemán surgido en 1871.
El nombre del país en alemán es Deutschland, originalmente diutisciu land, ambos con el significado de «tierras alemanas» en español, pero literalmente «del pueblo» en alusión a aquellos que hablaban una lengua germánica y no el latín. Diutisc, «del pueblo» proviene del protogermánico þiudiskaz «del pueblo», el sustantivo correspondiente, þeudō, del protoindoeuropeo *teuta, dio origen al gentilicio teutones, usado para un pueblo germánico y en español, poéticamente, como sinónimo de alemanes.
El gentilicio italiano para los alemanes, tedesco, también tiene este origen, a través de la forma latinizada Theodiscus.
Germania (y su forma inglesa Germany) proviene del latín y fue usado por César para denominar a los pueblos que habitaban al este del Rin. Este topónimo parece ser de origen celta, gair; con el significado de «vecinos» o bien gairm; «grito de guerra»; se ha propuesto además una etimología relacionada con el alto alemán medio: gēr, «lanza». Ninguna de estas propuestas es concluyente. En español, germánico se usa de manera histórica, «pueblos germánicos», «Imperio romano germánico», o bien literaria: «poesía germánica», a veces incluyendo a otros pueblos de habla alemana como austríacos y la mayoría de suizos.

## Historia
En sentido estricto, Alemania no ha existido como Estado hasta 1871. Así, en esta sección se incluye también la historia previa: lo que sucedió en los territorios que luego formaron parte del Estado alemán.

### Prehistoria y Antigüedad

Expansión de las tribus germánicas entre 750 a. C. y el año 1 d. C.

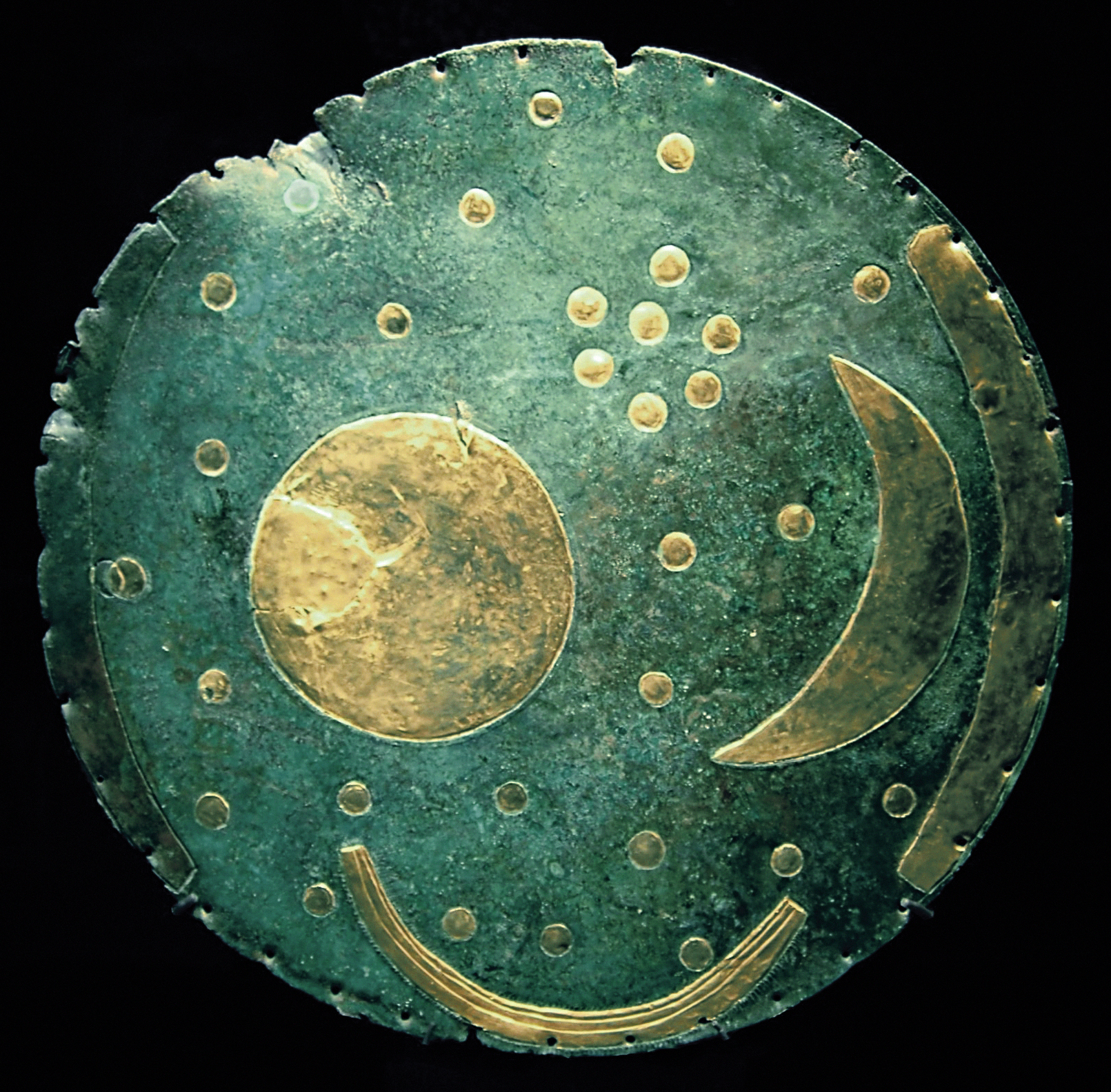
El disco celeste de Nebra tiene cerca de 3600 años de antigüedad.

Se cree que la etnogénesis de las tribus germánicas se produjo durante la Edad de Bronce nórdica o, como muy tarde, durante la Edad de Hierro prerromana. Desde el sur de Escandinavia y el norte de Alemania, las tribus comenzaron su expansión al sur, este y oeste en el siglo I a. C., entrando en contacto con las tribus celtas de la Galia, así como Irán, el Báltico y las tribus eslavas del este de Europa. Poco se conoce sobre la historia temprana de los pueblos germánicos, excepto lo que se sabe a través de sus interacciones con el Imperio romano y los registros de hallazgos arqueológicos.

Las migraciones del en Europa.

Durante el gobierno del emperador Augusto, los pueblos germánicos se familiarizaron con las tácticas de guerra romanas, manteniendo al mismo tiempo su identidad tribal. En el año 9 d. C., tres legiones romanas dirigidas por Varo fueron aniquiladas por los queruscos y su jefe Arminio en la batalla del bosque de Teutoburgo. Por lo tanto, la Alemania moderna, por lo que respecta al Rin y el Danubio, se mantuvo fuera del Imperio romano. En la época de Tácito, tribus germánicas se establecieron a lo largo del Rin y el Danubio, ocupando la mayor parte de la zona moderna de Alemania.
En el siglo III ocurrió el surgimiento de un gran número de tribus germánicas del oeste: alamanes, catos, francos, frisones, sajones y turingios. En ese momento estos pueblos emprendieron el período de las grandes migraciones (o invasiones bárbaras, desde el punto de vista del Imperio romano) que se extendió por varios siglos. Los francos establecieron el reino franco, el cual conquistó varios territorios occidentales de la actual Alemania. El dominio franco se consolidó durante el reinado de Carlomagno (que duró desde 768 a 814), cuyo Imperio carolingio absorbió Sajonia, Baviera y Bohemia.

### Sacro Imperio Romano Germánico (962-1806)

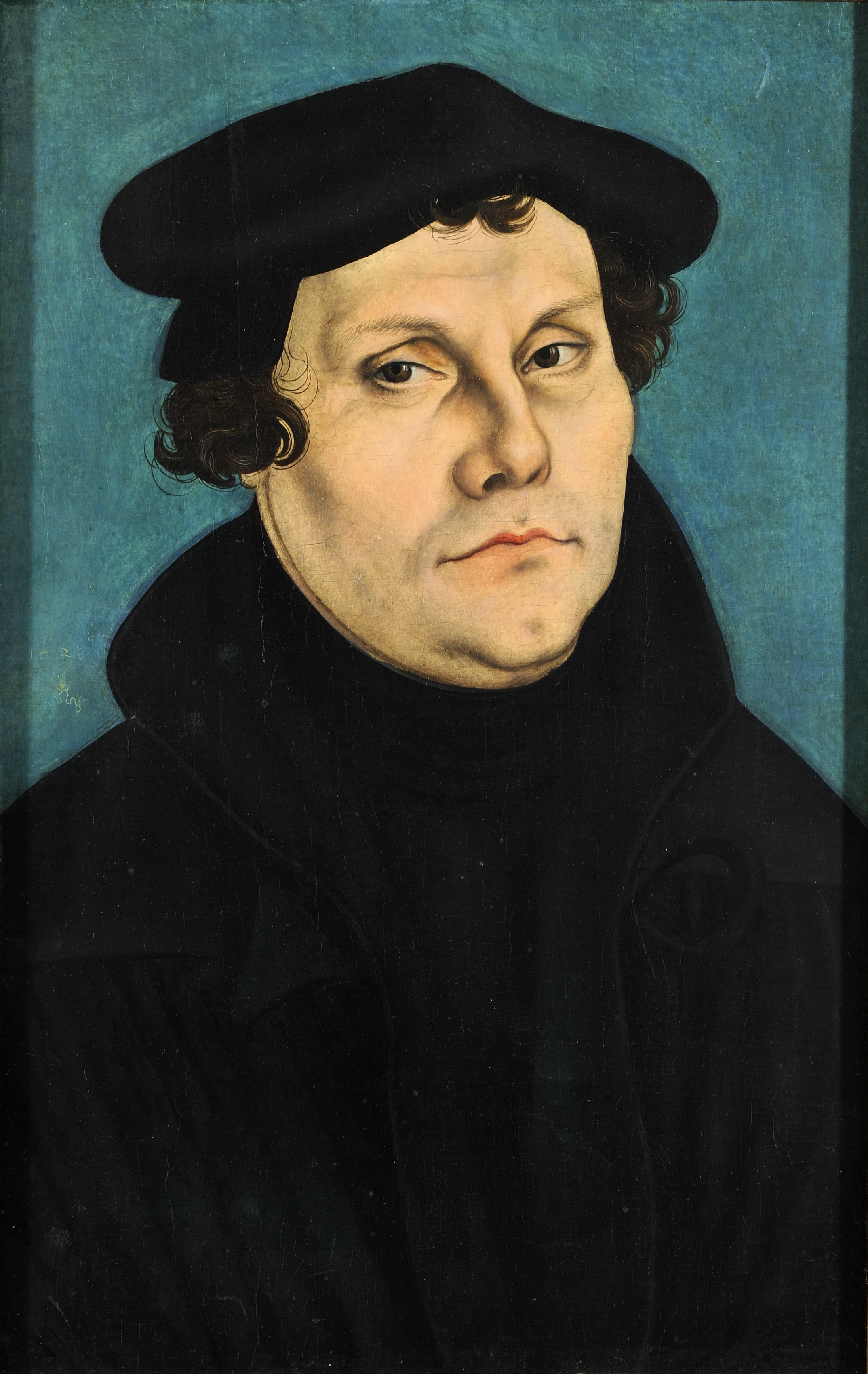
Martín Lutero (1483-1546) inició la Reforma protestante.

En el 843, el Imperio carolingio fue dividido entre los nietos de Carlomagno. La Francia Orientalis —que comprendía a la actual Alemania— continuó siendo gobernada por los francos hasta el 919,[cita requerida] año en el que fue coronado Enrique I de Sajonia. El nuevo Reino germano, convertido en el Sacro Imperio Romano Germánico en el 962, continuó existiendo en diferentes formas hasta 1806. En su máxima extensión territorial, abarcó toda Europa central, extendiéndose desde el río Eider en el norte hasta la costa mediterránea en el sur.
Bajo el reinado de la dinastía sajona (919-1024), los ducados de Lorena, Sajonia, Franconia, Suabia, Turingia y Baviera se consolidaron. Tras la coronación de Otón I como emperador en febrero de 962, su nuevo imperio abarcó estas regiones más el Reino de Italia. Bajo el reinado de la dinastía salia (1024-1125), el Sacro Imperio consolidó su poder sobre el norte de Italia y Borgoña, aunque los emperadores perdieron su influencia en dichos territorios como resultado de la querella de las investiduras, conflicto que enfrentó al Sacro Emperador contra el papa. Bajo los emperadores Hohenstaufen (1138-1254), los príncipes alemanes aumentaron su influencia hacia el sur y el este, en los territorios habitados por los eslavos. En el norte alemán surgieron ciudades prósperas como las de la Liga Hanseática.

Mapa del Sacro Imperio Romano en 1648, después de la Paz de Westfalia, que puso fin a la guerra de los Treinta Años.

El edicto de la Bula de Oro de 1356 fue la constitución básica del imperio que perduró hasta su disolución. Se codificó la elección del emperador por siete príncipes electores. A partir del siglo XV, los emperadores fueron elegidos casi exclusivamente entre los provenientes de la Casa de Habsburgo.
En 1517, el teólogo Martín Lutero escribió sus noventa y cinco tesis, documentos en los que criticaba a la Iglesia católica. Este evento dio origen a la Reforma protestante, que actuó, en el ámbito político y sobre todo en sus orígenes, como factor cohesionador entre la multitud de principados alemanes y, en consecuencia, como factor determinante de lo que podría llamarse la «esencia alemana». La Iglesia luterana fue reconocida como la representante de la nueva religión oficial en muchos Estados alemanes a partir de 1530. El conflicto religioso resultante condujo a la guerra de los Treinta Años (1618-1648), que devastó el territorio alemán. Como consecuencia de la contienda, la población de los Estados alemanes se redujo en un 36 %.[cita requerida] La Paz de Westfalia (1648) terminó la guerra religiosa entre los Estados alemanes, pero el Imperio quedó de facto fragmentado en numerosos principados independientes. Desde 1740 en adelante, la rivalidad entre la monarquía Habsburgo de Austria y el Reino de Prusia —ambos parte del Imperio— dominó la historia alemana.
En 1795, en plena Revolución francesa, se intentó salvar al Imperio mediante la mediatización y secularización de los Estados imperiales. Sin embargo, esto fue en vano. A finales de 1805, el Imperio fue invadido y derrotado por Napoleón Bonaparte, quien estableció la Confederación del Rin.[cita requerida] El último emperador, Francisco II, fue forzado a abdicar y declaró formalmente la disolución del Imperio el 6 de agosto de 1806.

### Restauración y revolución (1814-1871)

Estados de la Confederación Germánica (1815-1866).

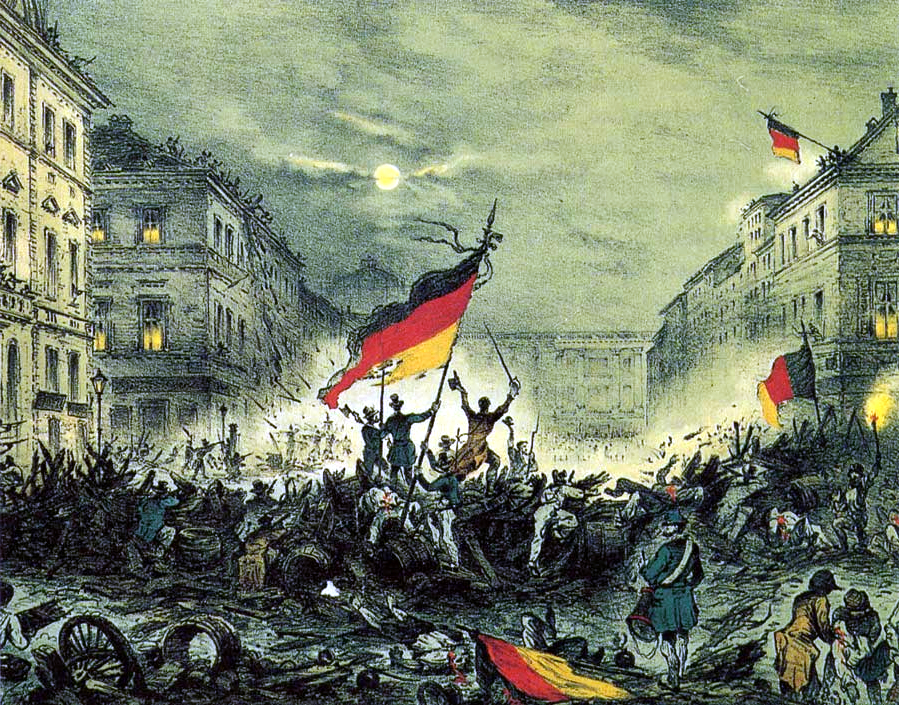
Origen de la Bandera de Alemania en negro-rojo-oro: la Revolución alemana de 1848-1849 (Berlín, 19 de marzo de 1848).

Tras abdicar el último monarca del Sacro Imperio Romano Germánico, empezó, en los antiguos Estados que lo componían, una dispar búsqueda por crear un Estado nacional alemán unificado. La «Cuestión alemana» se debatía entre la creación de una «gran Alemania», que incluyese los territorios germanófonos (promovida por Austria), o una «pequeña Alemania» formada exclusivamente por otros Estados (apoyada por Prusia). A esta disyuntiva se sumaba la cuestión institucional sobre el reparto de poder entre el pueblo y la Corona.
La cuestión se planteó de manera concreta tras la caída del Primer Imperio francés. Napoleón, el emperador de los franceses, fue derrotado, pero el hecho de terminar con la dominación extranjera no les dio a los alemanes una Alemania unida dentro de la Confederación Germánica, implantada en 1815.
En marzo de 1848, la revolución estalló en Alemania. Convertir a Alemania en un Estado nacional e institucional suponía tener que definir qué pertenecería a Alemania. El primer Parlamento libremente elegido, en Fráncfort del Meno, descubrió que no era posible forzar el establecimiento de un Estado nacional pangermánico, con inclusión de Austria. Este hecho planteó la solución de la «pequeña Alemania», en la forma de un imperio bajo la hegemonía del Reino de Prusia.
El Parlamento exigió que, como emperador alemán, el rey de Prusia tendría que renunciar a su carácter divino y concebirse a sí mismo como ejecutor de la voluntad del pueblo, exigencia que el monarca rechazó en 1849, impidiendo de esta forma que se realizara la unificación alemana.
En la década de 1860 el canciller Otto von Bismarck favoreció en Prusia al poder ejecutivo contra el Parlamento. La cuestión del poder político externo se resolvió con la guerra austro-prusiana en 1866, en la que Prusia derrotó definitivamente a su rival austríaco.

### Imperio alemán (1871-1918)

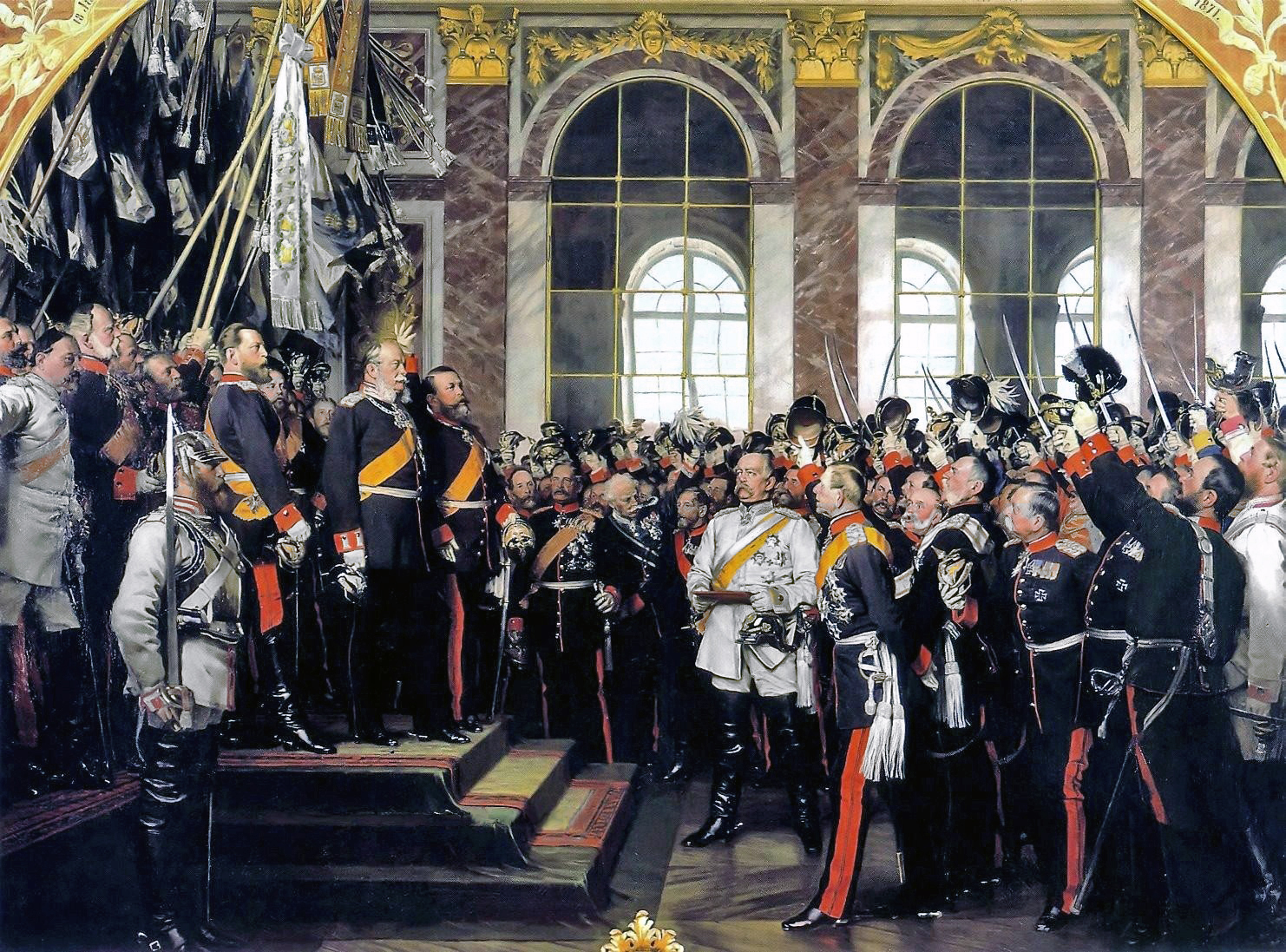
Proclamación del Imperio alemán en el Palacio de Versalles en 1871.

Alemania fue unificada como un moderno Estado nación en 1871, cuando se forjó el Imperio alemán, con el Reino de Prusia como su principal constituyente. Después de la derrota francesa en la guerra franco-prusiana, el Imperio alemán (Deutsches Reich) fue proclamado en Versalles el 18 de enero de 1871. La dinastía Hohenzollern de Prusia lideró el nuevo imperio, cuya capital se estableció en Berlín. El imperio fue una unificación de las partes dispersas de Alemania, excepto Austria (Kleindeutschland, o «pequeña Alemania»). A partir de 1884, Alemania inició el establecimiento de varias colonias fuera de Europa.

Mapa del Imperio alemán (1871-1918), con el dominante reino de Prusia en color azul.

En el período posterior a la unificación de Alemania, el emperador Guillermo I orientó la política exterior garantizando la posición de Alemania como una gran nación al forjar alianzas para aislar a Francia por la vía diplomática, y evitar la guerra. Sin embargo, durante el reinado de Guillermo II, Alemania, al igual que otras potencias europeas, dio un curso imperialista que provocó fricciones con los países vecinos. La mayoría de alianzas en las que Alemania había estado previamente implicada no se renovaron, y nuevas alianzas excluyeron al país. En concreto, Francia estableció nuevas relaciones mediante la firma de la entente cordiale con el Reino Unido y la obtención de vínculos con el Imperio ruso. Aparte de sus contactos con el Imperio austrohúngaro, Alemania se vio cada vez más aislada.
En la Conferencia de Berlín, Alemania se unió a otras potencias europeas para reclamar su parte de África. Alemania obtuvo la propiedad sobre varios territorios africanos en la parte este y sudoeste, Camerún y Togolandia. La lucha por África causó tensiones entre las grandes potencias que pueden haber contribuido a crear las condiciones que llevaron a la Primera Guerra Mundial.

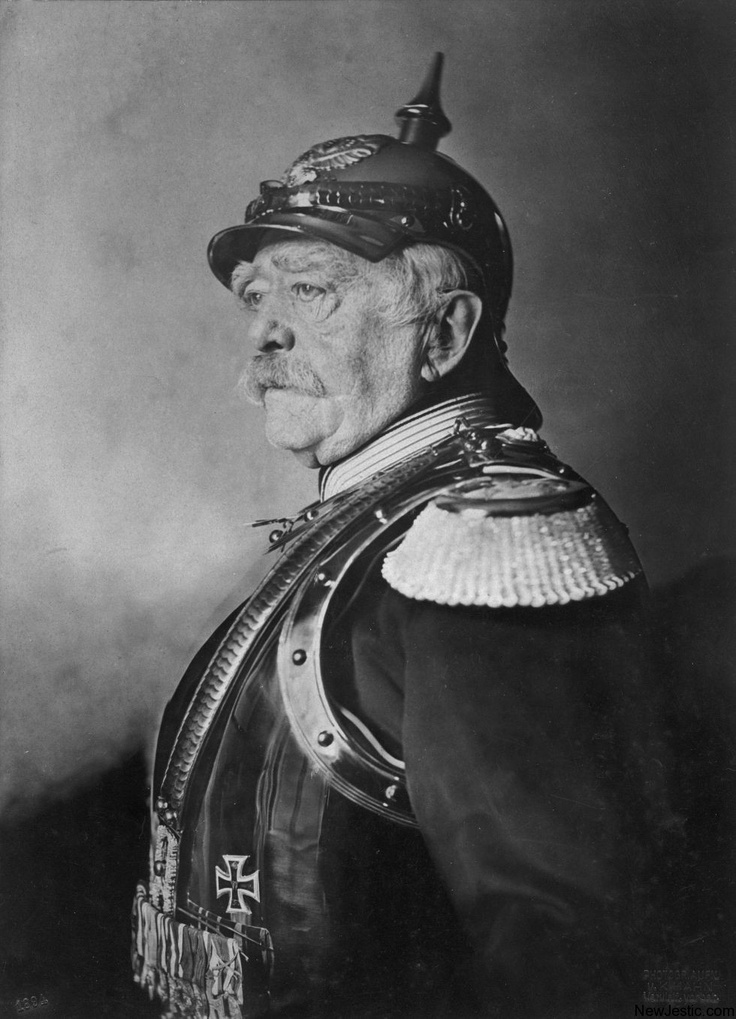
Otto von Bismarck.

El atentado de Sarajevo de 1914, en el que murió el heredero de la Corona del Imperio austrohúngaro, desencadenó la Primera Guerra Mundial. Alemania, como parte de las Potencias Centrales, sufrió la derrota contra las Potencias Aliadas en uno de los conflictos más sangrientos de todos los tiempos. La Revolución de Noviembre estalló en 1918, y el emperador Guillermo II abdicó. Un armisticio que ponía fin a la guerra se firmó el 11 de noviembre y Alemania se vio obligada a firmar el Tratado de Versalles de 1919. En su negociación fueron excluidas las Potencias derrotadas en contradicción con la diplomacia tradicional de la posguerra. El tratado fue percibido en Alemania como una humillante continuación de la guerra por otros medios y su dureza se cita a menudo como un factor que facilitó el posterior ascenso del nazismo en el país. Hoy, la casa de Hohenzollern permanece destronada, aunque sigue existiendo en la figura de Jorge Federico de Prusia como príncipe heredero.

### República de Weimar (1919-1933)
La adversidad económica, debida tanto a las condiciones de la paz como a la Gran Depresión mundial, es considerada una de las causas que provocaron el respaldo por parte de los líderes de opinión y los votantes alemanes hacia los partidos antidemocráticos. Aunado a esto, durante la guerra y hasta su fin se había mantenido a la sociedad alemana con la idea de que la victoria era casi segura y la falta de una invasión alimentó la teoría de que fueron las fuerzas democráticas (y comunistas, así como los judíos) las que traicionaron a la patria y provocaron la derrota (la Dolchstoßlegende o leyenda de la puñalada por la espalda).
En las elecciones extraordinarias de julio y noviembre de 1932, el Partido Nacionalsocialista Obrero Alemán (NSDAP, «partido nazi») obtuvo 37,3 % y 33,1 % de los votos, respectivamente. La inestabilidad política y la imposibilidad de crear un Gobierno firme obligó a que el presidente del Gobierno tuviera que nombrar al canciller (Präsidialkanzler), algo que de origen era tarea del Parlamento. El 30 de enero de 1933, por presión del NSDAP, el presidente (jefe de Estado) Paul von Hindenburg nombró canciller (jefe de Gobierno) al líder del NSDAP: Adolf Hitler.

### Alemania nacionalsocialista (1933-1945)

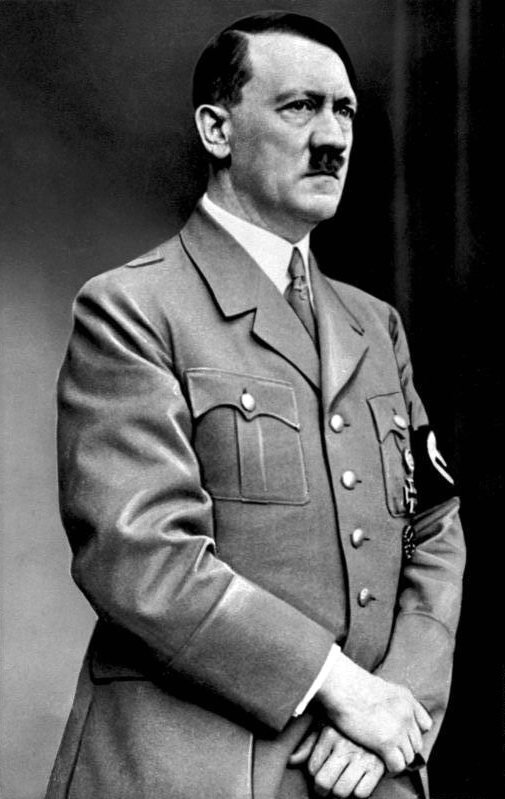
Adolf Hitler, Führer de la Alemania nazi (1933-1945).

El 30 de enero de 1933 Adolf Hitler fue nombrado canciller (jefe de Gobierno), lo que marcó el principio de la Alemania nazi. El 27 de febrero, el Reichstag fue incendiado. Algunos derechos democráticos fundamentales fueron derogados posteriormente en virtud de un decreto de emergencia, el Decreto del Incendio del Reichstag. Poco después, el 23 de marzo, la Ley habilitante de 1933 dio al Gobierno el pleno poder legislativo. Solo el Partido Socialdemócrata de Alemania votó en contra de ella; los comunistas no pudieron presentar oposición, ya que sus mandatos habían sido cancelados y muchos comunistas habían sido asesinados o encarcelados. Un Estado totalitario centralizado fue establecido por una serie de iniciativas y decretos, haciendo de Alemania un Estado unipartidista. Las obras públicas y el equilibrio entre ingresos y gastos del Estado disminuyeron el gran paro que existía, y el resto de los desempleados encontró ocupación en las nacientes industrias de guerra.
En 1936 las tropas alemanas entraron en la Renania desmilitarizada, y el primer ministro británico Neville Chamberlain impulsó su política de apaciguamiento que concluyó cuando cesó en el cargo. La política de Hitler de anexionar tierras vecinas —como Austria y Checoslovaquia— para hacerse con Lebensraum («espacio vital») llevó al estallido de la Segunda Guerra Mundial.
La Alemania nazi invadió Polonia el 1 de septiembre de 1939, y dos días después el Reino Unido y Francia le declararon la guerra. Inicialmente Alemania obtuvo éxitos militares rápidamente (de ahí el término Blitzkrieg: ‘guerra relámpago’). Se logró el control sobre los Países Bajos, Bélgica, Luxemburgo, norte y oeste de Francia y posteriormente sobre Dinamarca, Noruega, Yugoslavia y Grecia en Europa, y Túnez y Libia en el norte de África. Además tenía como aliados firmes al Imperio del Japón (quien hacía su propia invasión por Asia y Oceanía) e Italia (que ya había invadido Albania y Etiopía, controlaba Libia junto con los alemanes y atacaba Malta y el Egipto Británico). Sus aliados, o más bien estados satélite, fueron el Gobierno de Vichy (la parte francesa del sur controlada por el mariscal Petáin y algunas de las colonias africanas y asiáticas), Finlandia, Eslovaquia, Croacia, Hungría, Rumanía y Bulgaria.

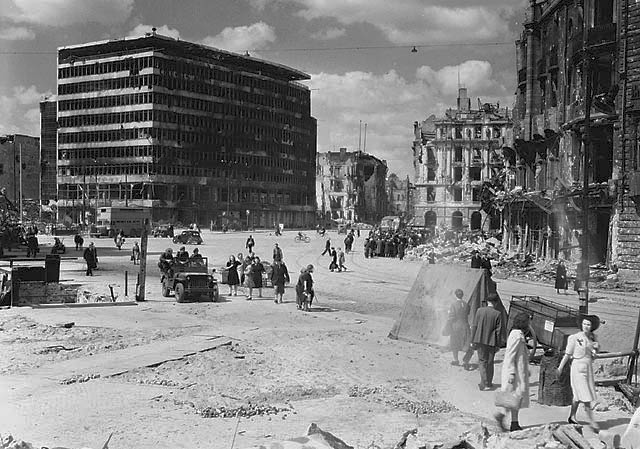
La Potsdamer Platz tras la batalla de Berlín en 1945.

Otros Estados tenían que colaborar con los alemanes para que no hubiese represalias y no fuesen invadidos. En el verano de 1941, un ejército de más de tres millones de hombres invadió la Unión Soviética, rompiendo el tratado de no agresión firmado dos años antes. Los alemanes fueron apoyados con ingentes tropas de Finlandia, Bulgaria, Italia, Rumanía, Hungría y España entre otros. Finalmente, la invicta Alemania fue detenida en la batalla de Inglaterra, durante la cual la Luftwaffe fue derrotada por la RAF. El ataque a la Unión Soviética demostró que el ejército nazi era insuficiente para abarcar un territorio de esas dimensiones. Sus fracasos en las campañas rusas de 1941 (contra Moscú) y 1942 (para obtener el petróleo del mar Caspio), así como el ingreso de Estados Unidos en diciembre de 1941, dieron un giro en el conflicto que llevó a la destrucción del país bajo los bombardeos de los aliados, que solamente se detuvieron tras la capitulación del régimen nazi el 8 de mayo de 1945.
En lo que más tarde llegó a ser conocido como el Holocausto, el régimen Nazi promulgó políticas gubernamentales para avasallar a varios sectores de la sociedad: judíos, comunistas, gitanos, eslavos (Generalplan Ost), homosexuales, francmasones, disidentes políticos, sacerdotes, predicadores, opositores religiosos y las personas con discapacidad, entre otros. Durante la época nazi, unos once millones de personas fueron asesinadas metódicamente como parte del Holocausto. La guerra y el genocidio nazi fueron responsables de alrededor de cincuenta millones de muertos, entre ellos seis millones de judíos y tres millones de polacos. La Unión Soviética sufrió enormemente durante la guerra, perdiendo aproximadamente 27 millones de personas.

### División y reunificación

Zonas de ocupación entre 1947 y 1949.

Alemania perdió un cuarto de su territorio y además fue ocupado y dividido entre los aliados durante unos cuatro años hasta 1949, cuando Gobiernos civiles reemplazaron a los gobernadores militares. Se estima que entre doce y catorce millones de alemanes étnicos y sus descendientes fueron desplazados de las antiguas posesiones del Imperio. En 1949, tras aprobarse en el oeste una nueva Constitución, se creó la República Federal de Alemania (RFA), que al cabo, recobraría parte de su soberanía, incluyendo la capacidad de mantener un ejército, y pasaría a integrarse, en occidente, como miembro de las Comunidades Europeas y de la OTAN. Por su parte, la República Democrática Alemana (constituida en 1949 como respuesta a la fundación de la RFA) entraría desde un primer momento a formar parte del Pacto de Varsovia y el bloque soviético.
De esta forma, encarnó la situación que se vivía a nivel mundial en el marco de la Guerra Fría. Berlín, la antigua capital, fue dividida en dos bloques. La parte oriental de la ciudad, bajo control comunista, construye un muro para evitar el contacto y la huida de su población hacia la parte occidental, fenómeno que se había intensificado a lo largo de la década de 1950, como consecuencia del milagro económico alemán.
La tibia persecución de los criminales del régimen nazi provocó el rechazo de las nuevas generaciones de la RFA, lo que contribuyó al estallido de las protestas de 1968 en este país. La RDA, en cambio, se veía a sí misma como un nuevo Estado, creado por los combatientes antifascistas y de ningún modo asociado al régimen nazi. Por esa razón, y por temor a desatar discusiones políticas que pusieran en peligro la supremacía del partido único, no se llevó a cabo una reflexión amplia sobre lo sucedido durante la guerra. Esta falta de autocrítica ha determinado que la mayoría de los actos de xenofobia en la actualidad ocurran en la antigua RDA.

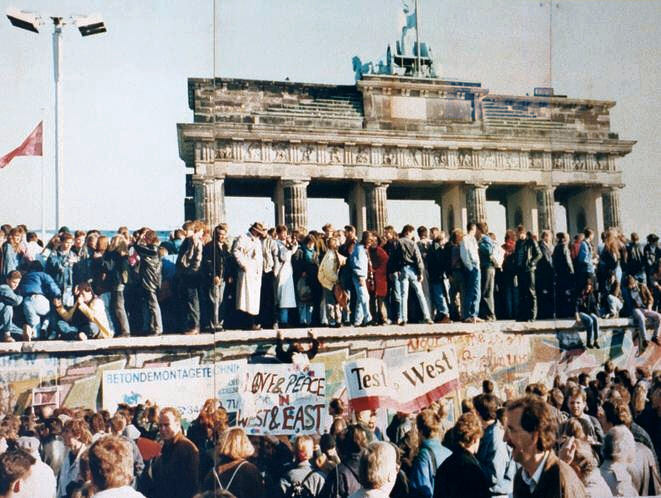
La caída del Muro de Berlín posibilitó la integración de Europa oriental en la Unión Europea.

Tras una historia de incidentes y desencuentros entre los dos Estados alemanes, el muro de Berlín se abrió a la circulación el 9 de noviembre de 1989, con posterioridad a las fugas masivas de ciudadanos de la RDA hacia territorio occidental, que se produjeron a través de Hungría y Checoslovaquia en el verano de ese mismo año. Alemania se reunificó el 3 de octubre de 1990, recobrando su plena soberanía, al quedar definitivamente suprimido el régimen de control político y militar de las potencias vencedoras de la Segunda Guerra Mundial.
La reunificación alemana tuvo consecuencias en todos los ámbitos de la vida alemana, como la participación alemana en operaciones de la ONU para la imposición de la paz, una actitud más crítica de la contribución de los extranjeros a la vida alemana y enormes costos para los contribuyentes de los antiguos Estados.
La Alemania reunificada conserva tradiciones que se remontan al siglo XIX: el sufragio universal y la estructura parlamentaria, desarrollada en tiempos del Reichstag. Se ha conservado también cierta continuidad espacial: el Tratado Dos más Cuatro, acta fundacional internacional de la Alemania reunificada, reafirmó la solución de la «pequeña Alemania». Los acuerdos establecieron la retirada gradual de las tropas soviéticas de Alemania Oriental con la garantía por parte de la OTAN de no situar fuerzas en el este de la Alemania unificada.
Desde que en 1950, Robert Schuman, el ministro francés de origen alemán, pronunciara su célebre declaración, ambos países, Francia y Alemania, se consideran el motor de las comunidades europeas que han dado origen a la actual Unión Europea.

## Gobierno y política
Es una república federal, democrática, representativa y parlamentaria. El sistema político alemán opera bajo un marco establecido en el documento constitucional de 1949 conocido como la Grundgesetz (Ley Fundamental). Al llamar el documento Grundgesetz, en lugar de Verfassung (Constitución), los autores expresaron su intención que ese texto sería sustituido por una Constitución, una vez que Alemania fuera reunificada como un Estado.
Las enmiendas o reformas a la Grundgesetz generalmente requieren una mayoría de dos tercios de ambas cámaras del Parlamento. Pero los artículos que garantizan los derechos fundamentales, la separación de poderes, la estructura federal, y el derecho de resistir a los intentos de derrocar el orden constitucional y democrático, son intangibles; es decir, no pueden ser modificados. A pesar de la intención original, la Grundgesetz continuó en vigor después de la reunificación alemana en 1990, aunque con algunas modificaciones.
El Canciller Federal (Bundeskanzler), actualmente Friedrich Merz, es el jefe de Gobierno y ejerce el poder ejecutivo. Su rol constitucional es similar al de un primer ministro en otras democracias parlamentarias, aunque reforzado por la investidura que el Bundestag le otorga personalmente, y sobre todo por el llamado «voto constructivo de censura», en virtud del cual el Parlamento no puede destituirlo si al mismo tiempo no elige a su reemplazante.
El poder legislativo recae en el Parlamento compuesto por el Bundestag (Dieta Federal) y el Bundesrat (Consejo Federal), que en conjunto forman un único tipo de órgano legislativo. El Bundestag es elegido mediante elecciones directas, con un sistema de representación proporcional. Los miembros del Bundesrat representan a los Gobiernos de los dieciséis estados federales y son miembros de los gabinetes de cada estado. Los respectivos Gobiernos estatales tienen el derecho de nombrar y remover a sus enviados en cualquier momento. Las votaciones en el Bundesrat son en bloque, es decir todos los representantes de un Land deben votar en igual sentido.

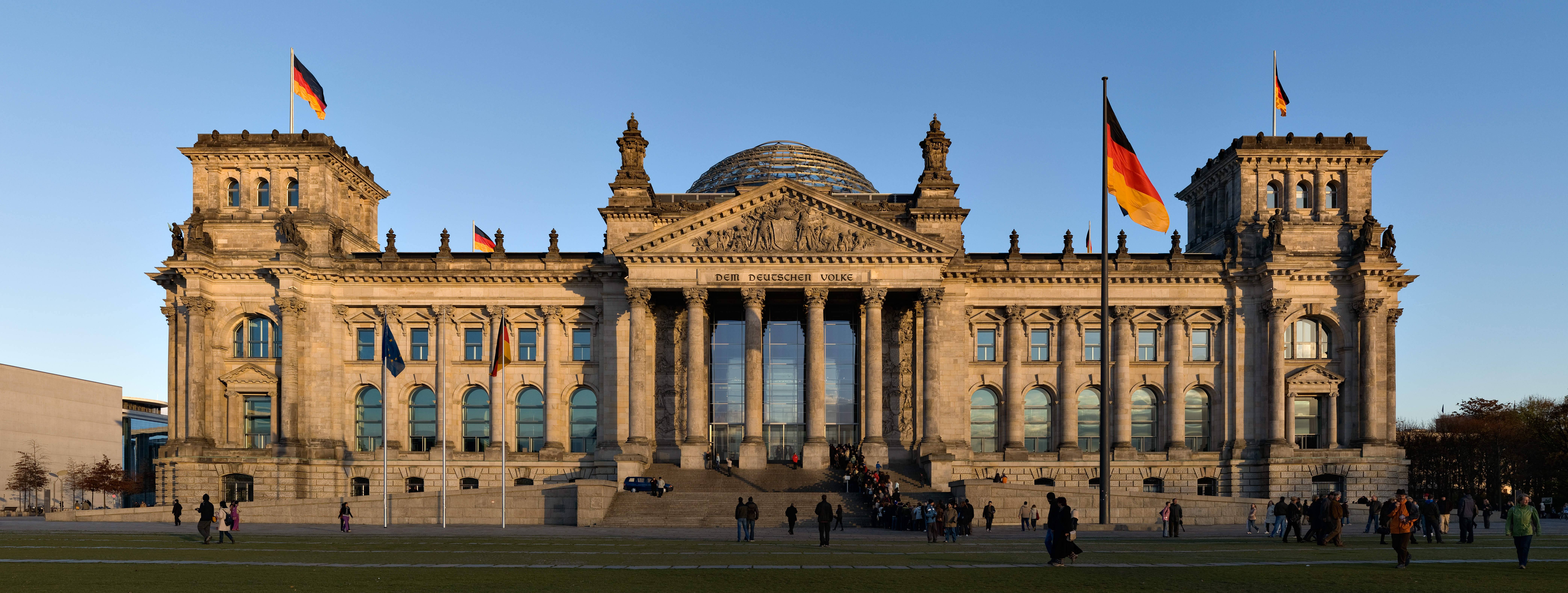
Edificio del Reichstag, sede del Bundestag alemán.

Desde 1949, el sistema de partidos ha estado dominado por la Unión Demócrata Cristiana de Alemania (CDU) y el Partido Socialdemócrata de Alemania (SPD), aunque los partidos más pequeños, como el Partido Democrático Libre (FDP, que ha tenido miembros en el Bundestag desde 1949) y Alianza 90/Los Verdes (Die Grünen, que ha logrado escaños en el Parlamento desde 1983) han desempeñado también un papel importante. Después de la reunificación, también ha obtenido representación parlamentaria el partido La Izquierda, postcomunista.
El jefe de Estado alemán es el Presidente (Bundespräsident), elegido por la Asamblea Federal (Bundesversammlung), una institución integrada por los miembros del Bundestag y un número igual de delegados estatales. El segundo funcionario alemán más alto en el orden de precedencia es el Presidente del Bundestag, que es elegido por el Bundestag, siendo responsable de supervisar las sesiones del cuerpo. El tercero, y más alto oficial de la jefatura de Gobierno es el Canciller Federal, que es designado por el Bundespräsident después de haber sido elegido por el Bundestag. El canciller federal puede ser destituido de manera constructiva a través de una moción de censura por parte del Bundestag, donde simultáneamente se elige a un sucesor.

### Relaciones exteriores

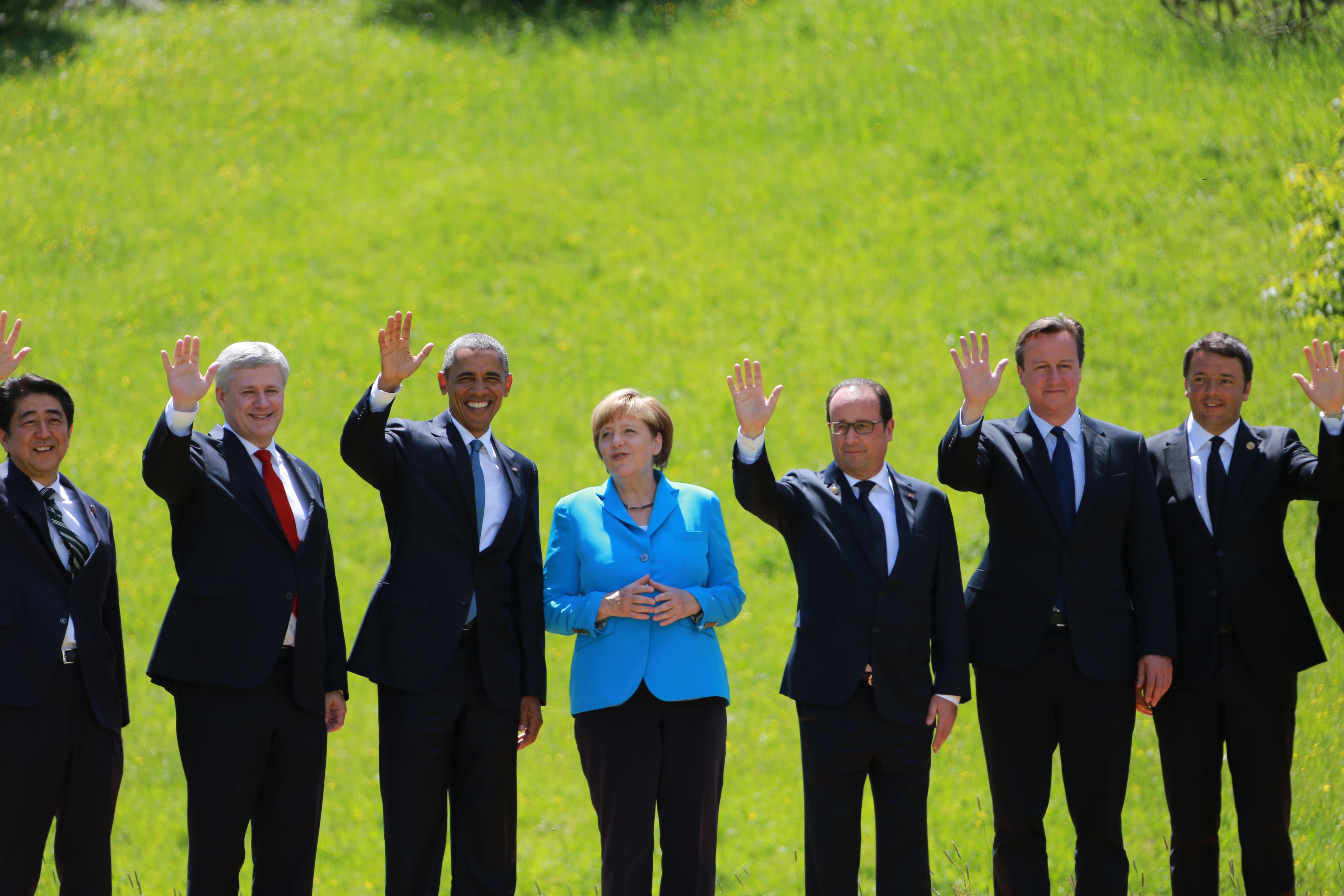
La canciller Angela Merkel como anfitriona de la cumbre del G8 en Krün, Baviera (2015).

Alemania cuenta con una red de 226 misiones diplomáticas en el extranjero y mantiene relaciones con más de 190 países. En 2011 el país fue el tercer mayor contribuyente a la ONU (proporcionó el 8 %). Alemania es miembro de la OTAN, la OCDE, el G7, el G20, el Banco Mundial y el FMI.
Por otra parte, la política de desarrollo de Alemania es un área independiente de la política exterior. Es formulada por el Ministerio Federal de Cooperación Económica y Desarrollo, siendo llevada a cabo por las organizaciones de ejecución. El Gobierno alemán considera la política de desarrollo como una responsabilidad conjunta de la comunidad internacional. El país fue el tercer mayor donante de ayuda a nivel mundial en 2009, después de Estados Unidos y Francia.
Unión Europea

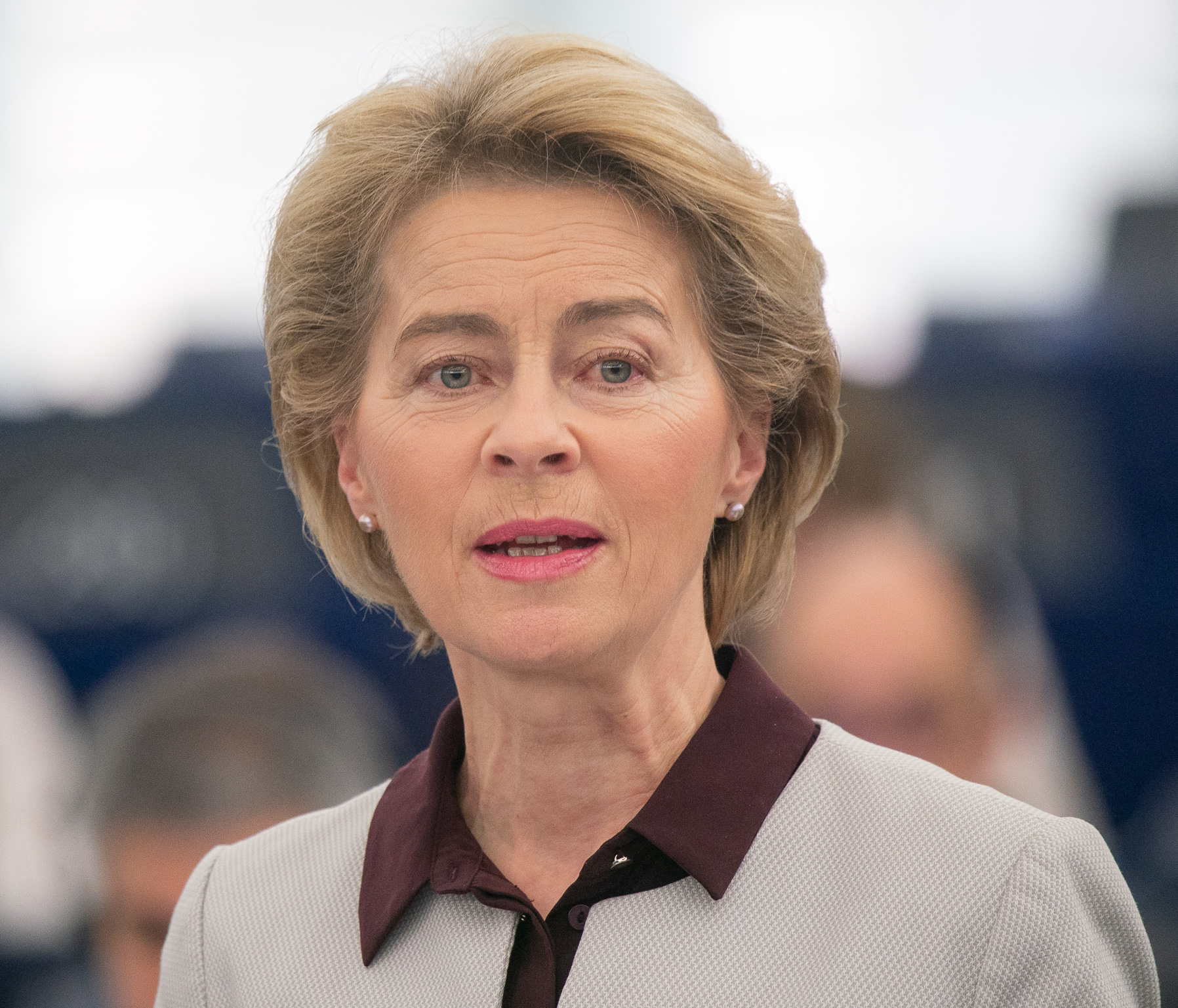
La alemana Ursula von der Leyen es la presidenta de la Comisión desde 2019.

Alemania ha desempeñado un papel influyente en la Unión Europea (UE) desde su creación y ha mantenido una fuerte alianza con Francia y sus países vecinos desde 1990. El país cuenta con la representación más numerosa en el Parlamento Europeo, en virtud de su condición de Estado más poblado del bloque, y desde 2017 lidera el proyecto de refundación de la Unión Europea. Además, cada año es el Estado miembro cuya contribución es la más cuantiosa al presupuesto comunitario. Adicionalmente a esta contribución correlacionada a la riqueza nacional ("recurso Renta Nacional Bruta"), cada Estado recauda en nombre de la Unión parte del IVA, así como los derechos de aduana sobre las importaciones procedentes de terceros países, lo que además convierte a Alemania en el principal contribuyente neto del presupuesto de la UE.
Dentro de la UE, Alemania ejerce la posición de “potencia central”. De ello dio prueba la Presidencia alemana del Consejo de la Unión Europea en 2007, fue la duodécima ocasión que Alemania asumía la Presidencia desde que comenzara este proceso en 1958. Como es habitual, aunque la jefa de gobierno de Alemania era Angela Merkel, fue Frank-Walter Steinmeier, el ministro Federal de Relaciones Exteriores, quien ofició como presidente del Consejo de la Unión Europea. El aspecto más destacado de esta Presidencia fue la redacción de la Declaración de Berlín, pero el mayor logro fue el acuerdo que dio origen al Tratado europeo de Lisboa. En consecuencia, otros Estados miembros de la UE tienen grandes expectativas sobre la presidencia alemana del Consejo de la Unión Europea en 2020, ya que en esta ocasión el gobierno alemán debe gestionar la UE post-Brexit y la pandemia de enfermedad por coronavirus.

### Fuerzas armadas

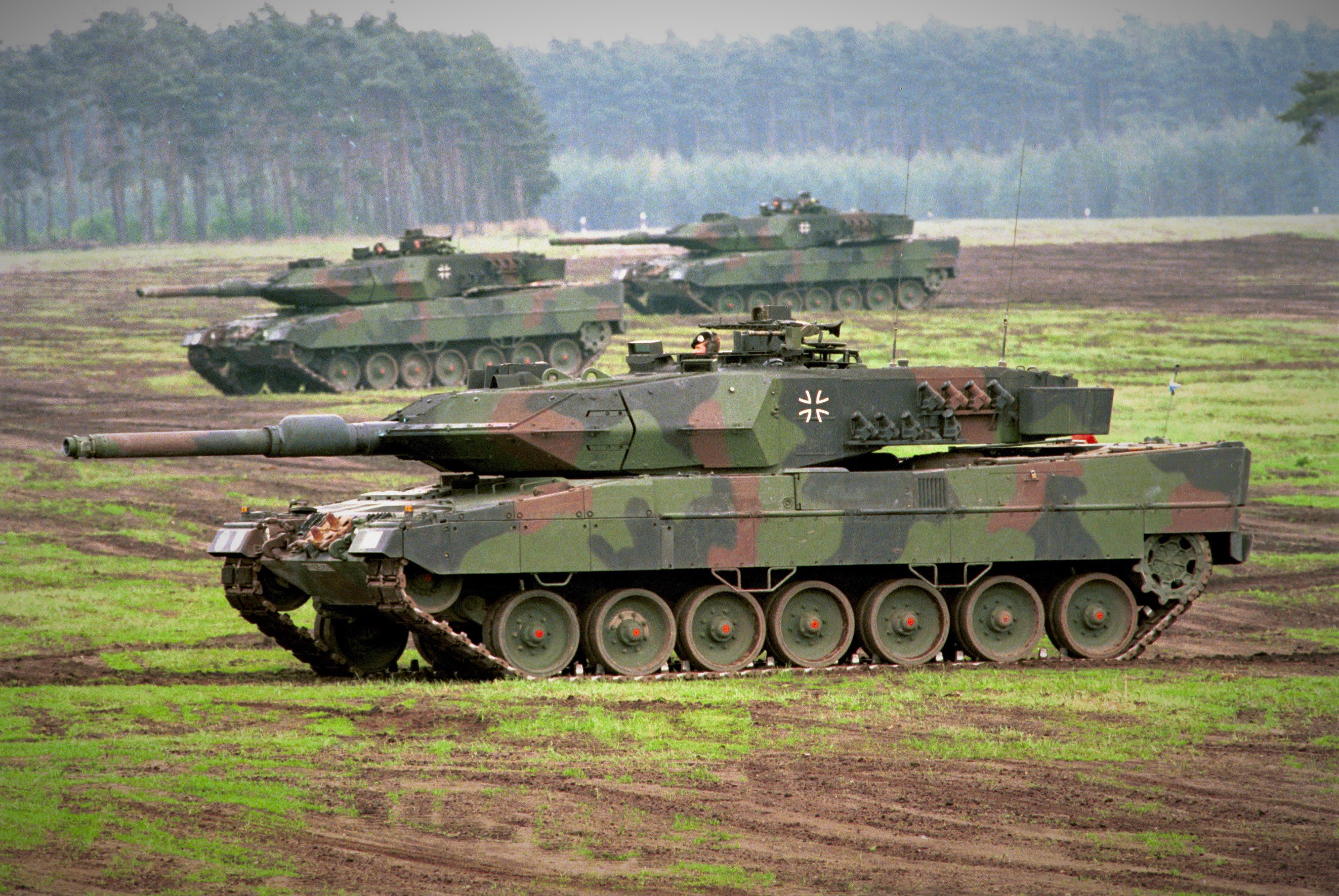
El Leopard 2 es el tanque principal de combate del Heer, el ejército alemán.

Las fuerzas armadas reciben el nombre de Bundeswehr; compuestas por el Ejército (Heer), la Fuerza Naval (Deutsche Marine), la Fuerza Aérea (Luftwaffe), los servicios médicos centrales y las ramas del comando de la ayuda de servicio común. La Bundeswehr es ordenada por el ministro de Defensa en tiempo de paz. Cuando el país está en estado de guerra, el canciller es comandante en jefe.
El servicio militar obligatorio fue abolido en 2011, duraba nueve meses y el gobierno destinaba el 1,6 % del PIB para la defensa nacional. Por su alto grado de desarrollo tecnológico civil en el ámbito de la ingeniería nuclear y aeroespacial, es capaz de desarrollar armas nucleares si su gobierno lo decide. Su industria militar produce armas que van desde tanques, aviones y vehículos blindados, hasta artillería, submarinos y barcos de combate. La mayoría de las armas son manufacturadas para la Fuerza Armada Federal o para los aliados en la OTAN.
Según el artículo 24 GG Alemania puede limitarse en su soberanía para conservar la paz europea o mundial y trabajar en conjunto con una organización internacional. Alemania forma parte de la OTAN y como tal ha participado en Afganistán, Kosovo y en la segunda guerra del Golfo, entre otras. Además, junto a la Unión Europea trabajó por la paz en Darfur.

### Derecho

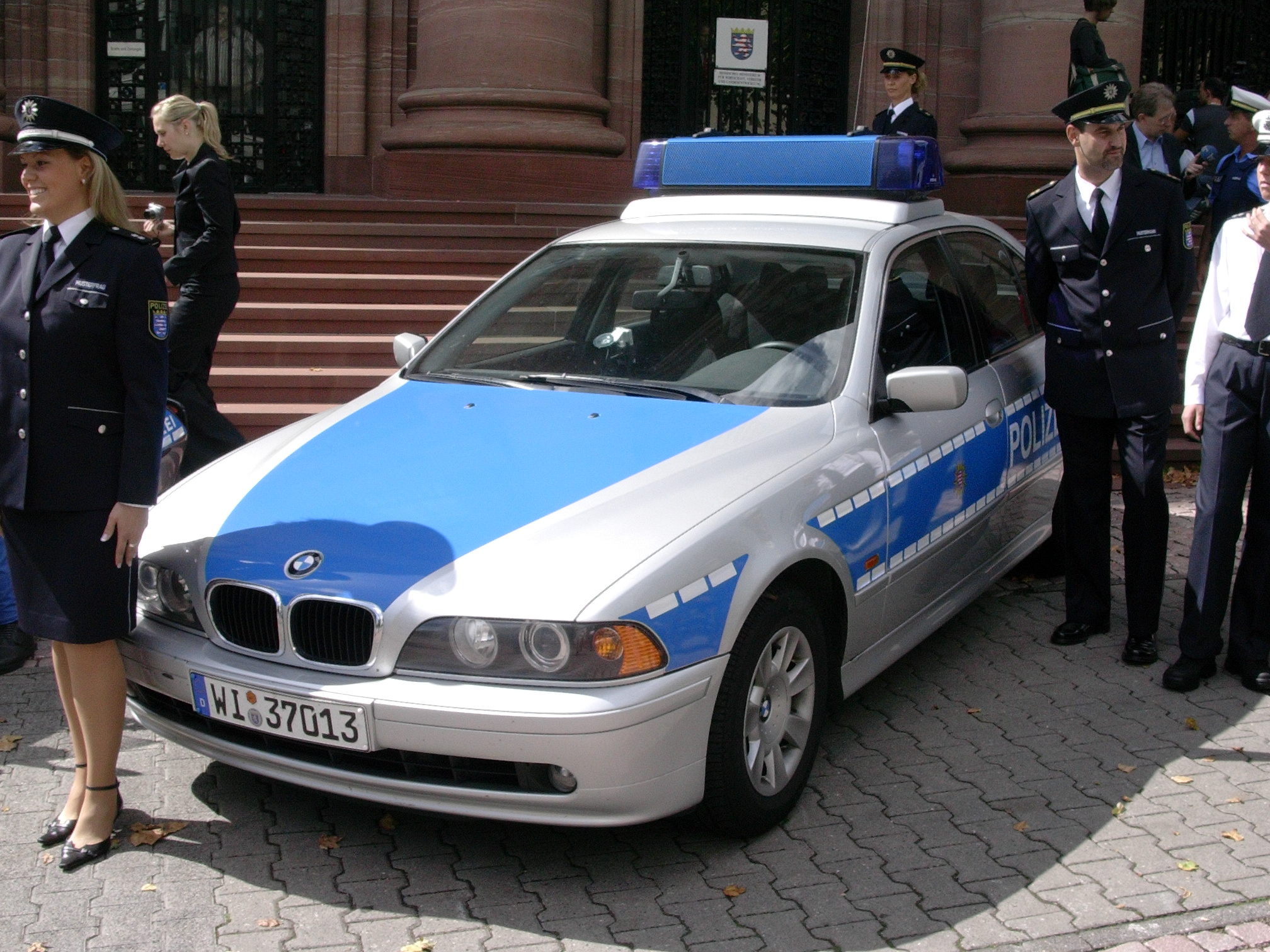
Coche patrulla de la Landespolizei del estado de Hesse.

Los Tribunales de Justicia son independientes del poder ejecutivo y el legislativo. Tienen un estatuto civil que se basa en el derecho romano con algunas referencias al derecho germánico. El Bundesverfassungsgericht (Tribunal Constitucional Federal), con sede en Karlsruhe (a 600 km de Berlín), es el Tribunal Supremo alemán responsable de asuntos constitucionales, con facultades para declarar inconstitucionales las leyes de probadas por el parlamento, el gobierno y el presidente federal, lo que en el sistema de Estados Unidos recibe el nombre de «revisión judicial».
Este Tribunal es la más alta autoridad judicial del país, y su objetivo es asegurar que los actos de los poderes legislativo y judicial se ajusten a la Ley Fundamental. Actúa con independencia de los otros órganos del Estado, pero no puede actuar por iniciativa propia.
El sistema de justicia alemán consta de más de un tribunal supremo. Para las causas de civiles y penales, el más alto tribunal es el Tribunal Federal de Justicia, con sede en Karlsruhe, Leipzig. Otros tribunales federales supremos en su ámbito de acción, son el Tribunal Federal del Trabajo en Erfurt, el Tribunal Social Federal de Kassel, el Tribunal Federal de Hacienda en Múnich y el Tribunal Administrativo Federal, en Leipzig.
El derecho penal y derecho privado están codificados en el plano nacional en el Strafgesetzbuch y el Bürgerliches Gesetzbuch, respectivamente. El sistema penal se dirige hacia la rehabilitación del criminal, su objetivo secundario es la protección del público en general. Para lograr este último, el condenado penal puede ser puesto en prisión preventiva (Sicherheitsverwahrung), además de regular la pena si se le considera una amenaza para el público en general. El Völkerstrafgesetzbuch regula las consecuencias de los crímenes de lesa humanidad, genocidio y crímenes de guerra.
La potestad legislativa está dividida entre la federación y los estados. La Ley Fundamental estipula que los estados deben seguir las disposiciones del poder legislativo a nivel estatal, salvo los casos designados por dicha Ley. El derecho federal prevalece sobre las leyes de cada estado, ya que el poder legislativo reside en el nivel federal. El Bundesrat es el órgano federal a través del cual los estados participan en la legislación nacional. Cada estado tiene sus propios tribunales constitucionales.

### Derechos humanos
En materia de derechos humanos, respecto a la pertenencia a los siete organismos de la Carta Internacional de Derechos Humanos, que incluyen al Comité de Derechos Humanos (HRC), Alemania ha firmado o ratificado:
| Alemania | Tratados internacionales | Tratados internacionales  | Tratados internacionales | Tratados internacionales | Tratados internacionales | Tratados internacionales | Tratados internacionales | Tratados internacionales | Tratados internacionales | Tratados internacionales | Tratados internacionales | Tratados internacionales | Tratados internacionales    | Tratados internacionales    | Tratados internacionales | Tratados internacionales  | Tratados internacionales | Tratados internacionales |
| --- | ------------------------ | ------------------------- | ------------------------ | --- | ------------------------ | ------------------------ | ------------------------ | ------------------------ | ------------------------ | ------------------------ | ------------------------ | ------------------------ | --------------------------- | --------------------------- | ------------------------ | ------------------------- | ------------------------ | ------------------------ |
| Alemania | CESCR                    | CESCR                     | CCPR                     | CCPR | CCPR                     | CERD                     | CED                      | CEDAW                    | CEDAW                    | CAT                      | CAT                      | CRC                      | CRC                         | CRC                         | CRC                      | MWC                       | CRPD                     | CRPD                     |
| Alemania | CESCR                    | CESCR-OP                  | CCPR                     | CCPR-OP1 | CCPR-OP2-DP              | CERD                     | CED                      | CEDAW                    | CEDAW-OP                 | CAT                      | CAT-OP                   | CRC                      | CRC-OP-AC                   | CRC-OP-SC                   | CRC-OP-CP                | MWC                       | CRPD                     | CRPD-OP                  |
| Pertenencia | Firmado y ratificado.    | Ni firmado ni ratificado. | Firmado y ratificado.    | Alemania ha reconocido la competencia de recibir y procesar comunicaciones individuales por parte de los órganos competentes. | Firmado y ratificado.    | Firmado y ratificado.    | Firmado y ratificado.    | Firmado y ratificado.    | Firmado y ratificado.    | Firmado y ratificado.    | Sin información.         | Firmado y ratificado.    | Firmado pero no ratificado. | Firmado pero no ratificado. | Sin información.         | Ni firmado ni ratificado. | Firmado y ratificado.    | Firmado y ratificado.    |
| Firmado y ratificado, firmado, pero no ratificado, ni firmado ni ratificado, sin información, ha accedido a firmar y ratificar el órgano en cuestión, pero también reconoce la competencia de recibir y procesar comunicaciones individuales por parte de los órganos competentes. |                          |                           |                          | |                          |                          |                          |                          |                          |                          |                          |                          |                             |                             |                          |                           |                          |                          |

## Organización territorial
Alemania comprende dieciséis estados que se denominan colectivamente como Länder o Bundesländer. Cada estado tiene su propia constitución y es en gran medida autónoma en cuanto a su organización interna. Debido a las diferencias en el tamaño y la población de las subdivisiones de estos estados varían, especialmente entre ciudades-estado (Stadtstaaten) y estados con territorios más grandes (Flächenländer). A efectos administrativos regionales cinco estados, a saber, Baden-Württemberg, Baviera, Hesse, Renania del Norte-Westfalia y Sajonia, constan de un total de 22 distritos de gobierno (Regierungsbezirke). A partir de 2009 Alemania se divide en 403 distritos (Kreise) a nivel municipal; estos consisten en 301 distritos rurales y 102 distritos urbanos.
| Estado federado                     | % Superficie | Hab./km² | Capital    | Mapa |
| ----------------------------------- | ------------ | -------- | ---------- | --- |
| 1 Baden-Wurtemberg                  | 10,01        | 300      | Stuttgart  | Baja Sajonia Bremen Hamburgo Mecklemburgo- Pomerania Occidental Sajonia-Anhalt Sajonia Brandeburgo Berlín Turingia Hesse Renania del Norte -Westfalia Renania- Palatinado Baviera Baden- Wurtemberg Sarre Schleswig -Holstein Suiza Austria República Checa Polonia Francia Países Bajos Bélgi- ca Dinamarca |
| 2 Baviera                           | 19,76        | 177      | Múnich     | Baja Sajonia Bremen Hamburgo Mecklemburgo- Pomerania Occidental Sajonia-Anhalt Sajonia Brandeburgo Berlín Turingia Hesse Renania del Norte -Westfalia Renania- Palatinado Baviera Baden- Wurtemberg Sarre Schleswig -Holstein Suiza Austria República Checa Polonia Francia Países Bajos Bélgi- ca Dinamarca |
| 3 Berlín                            | 0,25         | 3812     | Berlín     | Baja Sajonia Bremen Hamburgo Mecklemburgo- Pomerania Occidental Sajonia-Anhalt Sajonia Brandeburgo Berlín Turingia Hesse Renania del Norte -Westfalia Renania- Palatinado Baviera Baden- Wurtemberg Sarre Schleswig -Holstein Suiza Austria República Checa Polonia Francia Países Bajos Bélgi- ca Dinamarca |
| 4 Brandeburgo                       | 8,26         | 87       | Potsdam    | Baja Sajonia Bremen Hamburgo Mecklemburgo- Pomerania Occidental Sajonia-Anhalt Sajonia Brandeburgo Berlín Turingia Hesse Renania del Norte -Westfalia Renania- Palatinado Baviera Baden- Wurtemberg Sarre Schleswig -Holstein Suiza Austria República Checa Polonia Francia Países Bajos Bélgi- ca Dinamarca |
| 5 Bremen                            | 0,11         | 1642     | Bremen     | Baja Sajonia Bremen Hamburgo Mecklemburgo- Pomerania Occidental Sajonia-Anhalt Sajonia Brandeburgo Berlín Turingia Hesse Renania del Norte -Westfalia Renania- Palatinado Baviera Baden- Wurtemberg Sarre Schleswig -Holstein Suiza Austria República Checa Polonia Francia Países Bajos Bélgi- ca Dinamarca |
| 6 Hamburgo                          | 0,21         | 2317     | Hamburgo   | Baja Sajonia Bremen Hamburgo Mecklemburgo- Pomerania Occidental Sajonia-Anhalt Sajonia Brandeburgo Berlín Turingia Hesse Renania del Norte -Westfalia Renania- Palatinado Baviera Baden- Wurtemberg Sarre Schleswig -Holstein Suiza Austria República Checa Polonia Francia Países Bajos Bélgi- ca Dinamarca |
| 7 Hesse                             | 5,91         | 288      | Wiesbaden  | Baja Sajonia Bremen Hamburgo Mecklemburgo- Pomerania Occidental Sajonia-Anhalt Sajonia Brandeburgo Berlín Turingia Hesse Renania del Norte -Westfalia Renania- Palatinado Baviera Baden- Wurtemberg Sarre Schleswig -Holstein Suiza Austria República Checa Polonia Francia Países Bajos Bélgi- ca Dinamarca |
| 8 Mecklemburgo-Pomerania Occidental | 6,49         | 73       | Schwerin   | Baja Sajonia Bremen Hamburgo Mecklemburgo- Pomerania Occidental Sajonia-Anhalt Sajonia Brandeburgo Berlín Turingia Hesse Renania del Norte -Westfalia Renania- Palatinado Baviera Baden- Wurtemberg Sarre Schleswig -Holstein Suiza Austria República Checa Polonia Francia Países Bajos Bélgi- ca Dinamarca |
| 9 Baja Sajonia                      | 13,34        | 168      | Hannover   | Baja Sajonia Bremen Hamburgo Mecklemburgo- Pomerania Occidental Sajonia-Anhalt Sajonia Brandeburgo Berlín Turingia Hesse Renania del Norte -Westfalia Renania- Palatinado Baviera Baden- Wurtemberg Sarre Schleswig -Holstein Suiza Austria República Checa Polonia Francia Países Bajos Bélgi- ca Dinamarca |
| 10 Renania del Norte-Westfalia      | 9,55         | 529      | Düsseldorf | Baja Sajonia Bremen Hamburgo Mecklemburgo- Pomerania Occidental Sajonia-Anhalt Sajonia Brandeburgo Berlín Turingia Hesse Renania del Norte -Westfalia Renania- Palatinado Baviera Baden- Wurtemberg Sarre Schleswig -Holstein Suiza Austria República Checa Polonia Francia Países Bajos Bélgi- ca Dinamarca |
| 11 Renania-Palatinado               | 5,56         | 204      | Maguncia   | Baja Sajonia Bremen Hamburgo Mecklemburgo- Pomerania Occidental Sajonia-Anhalt Sajonia Brandeburgo Berlín Turingia Hesse Renania del Norte -Westfalia Renania- Palatinado Baviera Baden- Wurtemberg Sarre Schleswig -Holstein Suiza Austria República Checa Polonia Francia Países Bajos Bélgi- ca Dinamarca |
| 12 Sarre                            | 0,72         | 407      | Sarrebruck | Baja Sajonia Bremen Hamburgo Mecklemburgo- Pomerania Occidental Sajonia-Anhalt Sajonia Brandeburgo Berlín Turingia Hesse Renania del Norte -Westfalia Renania- Palatinado Baviera Baden- Wurtemberg Sarre Schleswig -Holstein Suiza Austria República Checa Polonia Francia Países Bajos Bélgi- ca Dinamarca |
| 13 Sajonia                          | 5,16         | 231      | Dresde     | Baja Sajonia Bremen Hamburgo Mecklemburgo- Pomerania Occidental Sajonia-Anhalt Sajonia Brandeburgo Berlín Turingia Hesse Renania del Norte -Westfalia Renania- Palatinado Baviera Baden- Wurtemberg Sarre Schleswig -Holstein Suiza Austria República Checa Polonia Francia Países Bajos Bélgi- ca Dinamarca |
| 14 Sajonia-Anhalt                   | 5,73         | 120      | Magdeburgo | Baja Sajonia Bremen Hamburgo Mecklemburgo- Pomerania Occidental Sajonia-Anhalt Sajonia Brandeburgo Berlín Turingia Hesse Renania del Norte -Westfalia Renania- Palatinado Baviera Baden- Wurtemberg Sarre Schleswig -Holstein Suiza Austria República Checa Polonia Francia Países Bajos Bélgi- ca Dinamarca |
| 15 Schleswig-Holstein               | 4,41         | 180      | Kiel       | Baja Sajonia Bremen Hamburgo Mecklemburgo- Pomerania Occidental Sajonia-Anhalt Sajonia Brandeburgo Berlín Turingia Hesse Renania del Norte -Westfalia Renania- Palatinado Baviera Baden- Wurtemberg Sarre Schleswig -Holstein Suiza Austria República Checa Polonia Francia Países Bajos Bélgi- ca Dinamarca |
| 16 Turingia                         | 4,53         | 144      | Erfurt     | Baja Sajonia Bremen Hamburgo Mecklemburgo- Pomerania Occidental Sajonia-Anhalt Sajonia Brandeburgo Berlín Turingia Hesse Renania del Norte -Westfalia Renania- Palatinado Baviera Baden- Wurtemberg Sarre Schleswig -Holstein Suiza Austria República Checa Polonia Francia Países Bajos Bélgi- ca Dinamarca |

## Geografía

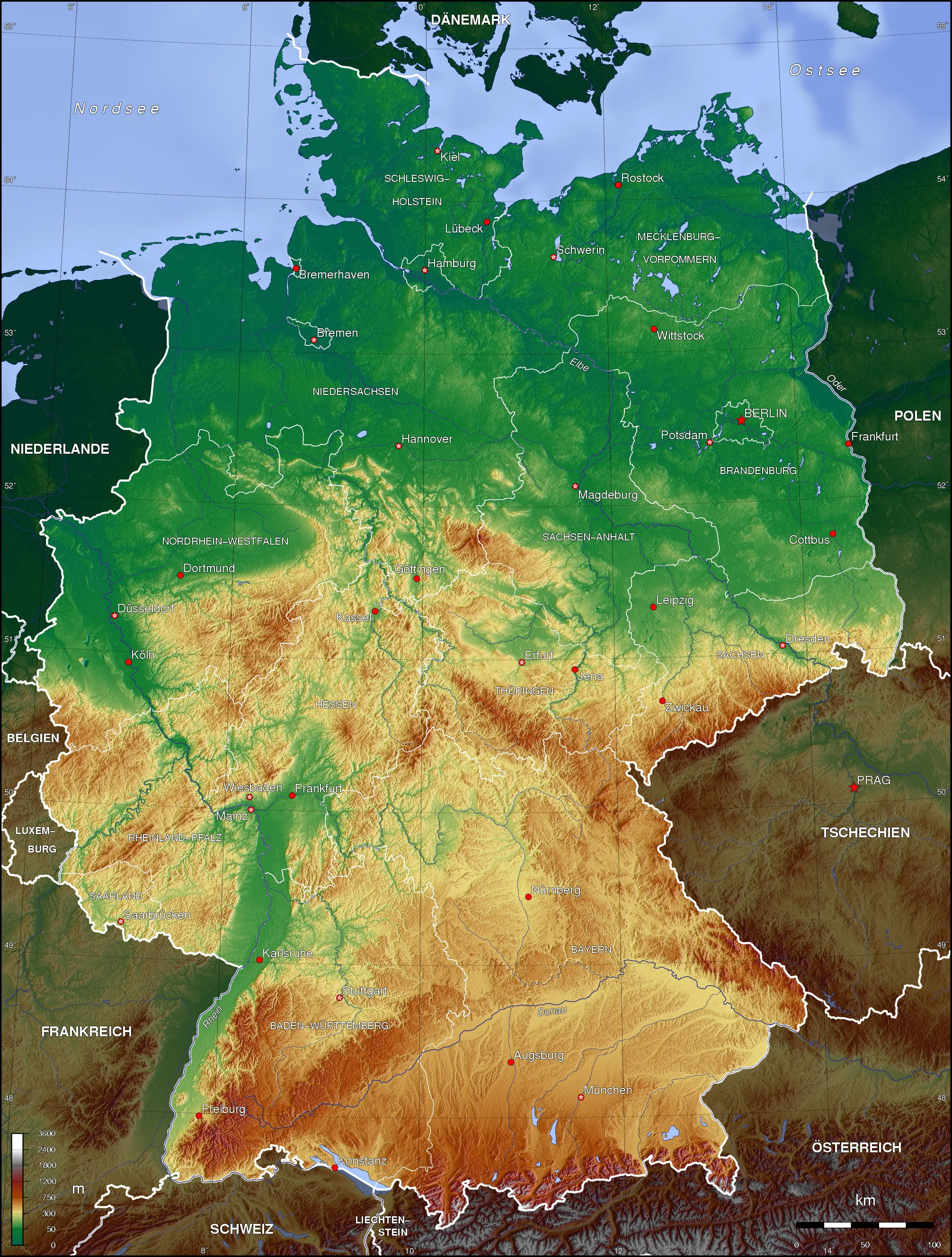
Geografía física de Alemania.

Su población es la segunda mayor de Europa (después de la Rusia europea), y es el séptimo país por superficie. Su territorio abarca 357 022 km², que consta de 348 672 km² de tierra y 8350 km² de agua. El terreno va desde los altos picos de los Alpes en el sur, donde la máxima elevación es el Zugspitze con 2963 m, hasta las tierras bajas aledañas a las costas de los mares Báltico y del Norte. En el centro del país se encuentran las tierras altas forestales y al suroeste la Selva Negra. No posee territorios de ultramar.
Algunos de sus ríos más importantes son el Rin, el Elba, el río Danubio y el Meno. Entre los lagos destacan el de Constanza y el Müritz.

### Clima

Mapa que muestra los tipos de clima de Alemania

La mayor parte de Alemania tiene un clima templado en el que predominan los vientos del oeste. El clima es moderado por la corriente del Atlántico Norte, que es la extensión norte de la corriente del Golfo. Este calentamiento de agua afecta a las zonas que limitan con el mar del Norte incluyendo la península de Jutlandia y la zona a lo largo del Rin, que desemboca en el mar del Norte. Por consiguiente, en el noroeste y el norte, el clima es oceánico, las lluvias se producen durante todo el año con un máximo durante el verano. Los inviernos son fríos con temperaturas entre -15 a 0 °C y los veranos tienden a ser frescos, con temperaturas máximas entre 20 y 24 °C y mínimas entre 6 y 16 °C durante períodos prolongados. En el este, el clima es más continental, los inviernos pueden ser muy fríos con temperaturas entre -15 a -1 °C, los veranos pueden ser más cálidos con temperaturas entre 21 y 26 °C, por lo que a menudo son registrados largos períodos secos. La parte central y el sur son regiones de transición que varían de clima moderado a caluroso. Una vez más, la temperatura máxima puede exceder de 30 °C en verano. La temperatura máxima registrada es de 41,2 °C en Duisburg-Baerl y en Tönisvort (Norte-Westfalia) el 25 de julio de 2019, mientras la temperatura más baja registrada es de - 37,8 °C en Wolnzach (Baviera) el 12 de febrero de 1929.

#### Efectos del cambio climático
El informe de monitoreo del Gobierno Federal alemán (“Monitoringbericht 2019”) muestra la siguiente imagen para Alemania: Los últimos años fueron muy cálidos y se caracterizaron por largos períodos de sequía y fenómenos meteorológicos extremos, como tormentas y fuertes lluvias. Los veranos en 2003, 2018 y 2019 fueron los más cálidos desde el comienzo de los registros meteorológicos. La temperatura del aire aumentó 1,5 °C desde 1881 hasta 2018. En las últimas décadas, está surgiendo una tendencia al aumento de los extremos de calor. En particular, el número de días calurosos (> 30 °C) ha aumentado significativamente. Por ejemplo, en 2003, unas 7500 personas murieron más de lo que se hubiera esperado sin una ola de calor. Los meses con niveles de agua subterránea por debajo del promedio se vuelven significativamente más frecuentes. En los meses de verano, los ríos contienen cada vez menos agua. Los niveles del mar en los mares del Norte y Báltico están aumentando significativamente. Esto provoca un aumento en la intensidad de las marejadas ciclónicas. La duración de los períodos de vegetación es cada vez más larga. Un ejemplo es la temporada de flor de manzana. La proporción de hayas ha disminuido en comparación con las especies de árboles mejor adaptadas a la sequía en las reservas forestales naturales cálidas y secas. Los efectos del aumento del calentamiento también son evidentes en el aumento significativo de la temperatura del agua de los lagos y el mar del Norte.

### Fauna y flora

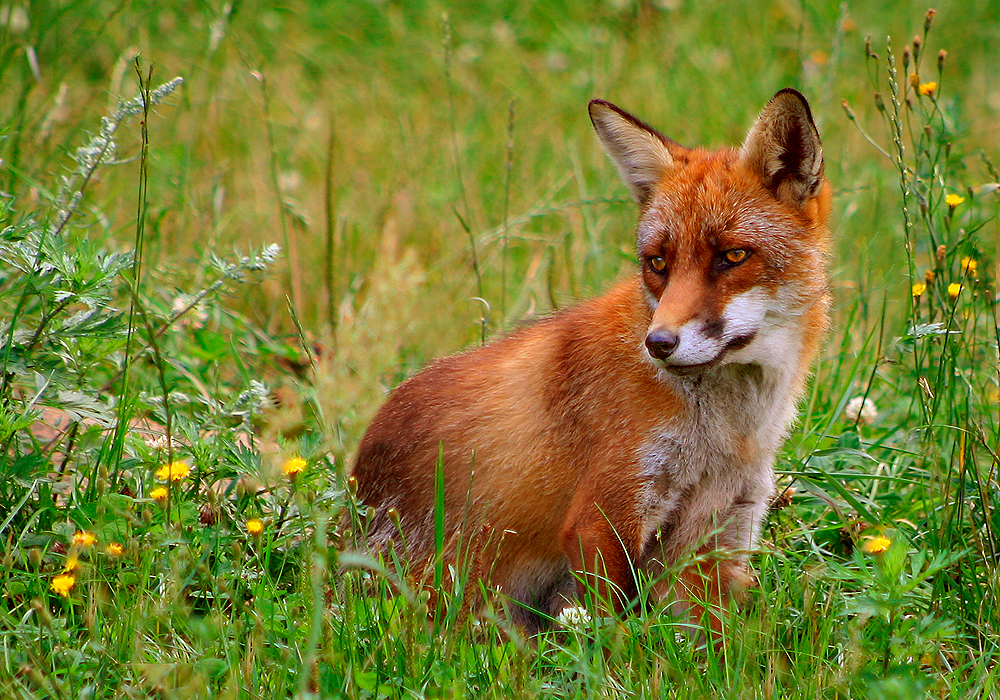
El zorro rojo.

La mayor parte de los mamíferos vive en bosques donde se pueden encontrar animales como el corzo, el ciervo común, el jabalí, el zorro rojo, el gamo europeo y muchos mustélidos. Los castores y nutrias son habitantes cada vez más raros en los ríos.
Otros mamíferos grandes que vivieron en otra época en Europa Central fueron exterminados, como el uro, el oso pardo, el alce, el caballo salvaje, el bisonte europeo y el lobo. Recientemente han emigrado algunos alces y lobos de Polonia y la República Checa buscando mejores provisiones, pero en el caso del restablecimiento del lobo y el oso es muy problemático debido a la mala reputación de estos animales entre la población.
El águila real se encuentra únicamente en los Alpes en la zona de Baviera y el quebrantahuesos que se encontraba en otra época en esta zona fue exterminado. Los rapaces de presa más frecuentes son el ratonero común y el cernícalo común, al contrario que el halcón peregrino el cual es menos numeroso.
Como el país está en una zona con clima templado su flora se caracteriza por amplios bosques de madera y coníferas. La amplia madera existente es sobre todo procedente de hayas rojas. Además son comunes otros árboles como el roble, el abedul o el pino. Destacan zonas amplias de flora como la alpina (Alpes bávaros) o la subalpina (Selva Negra o Harz).
Actualmente el 29,5 % de la superficie estatal es boscosa. Con ello es uno de los países más ricos en bosque de la Unión Europea. Entre las plantas la acacia de flor blanca tiene una gran aceptación en la población siendo común su presencia. También hay un creciente interés por la producción de flora apícola y principalmente cereales (cebada, avena, centeno, trigo), patatas y maíz. En los valles que están junto al río, entre otros el Moselle, el Ahr y el Rin, el paisaje fue reformado para la producción del vino.

### Medio ambiente

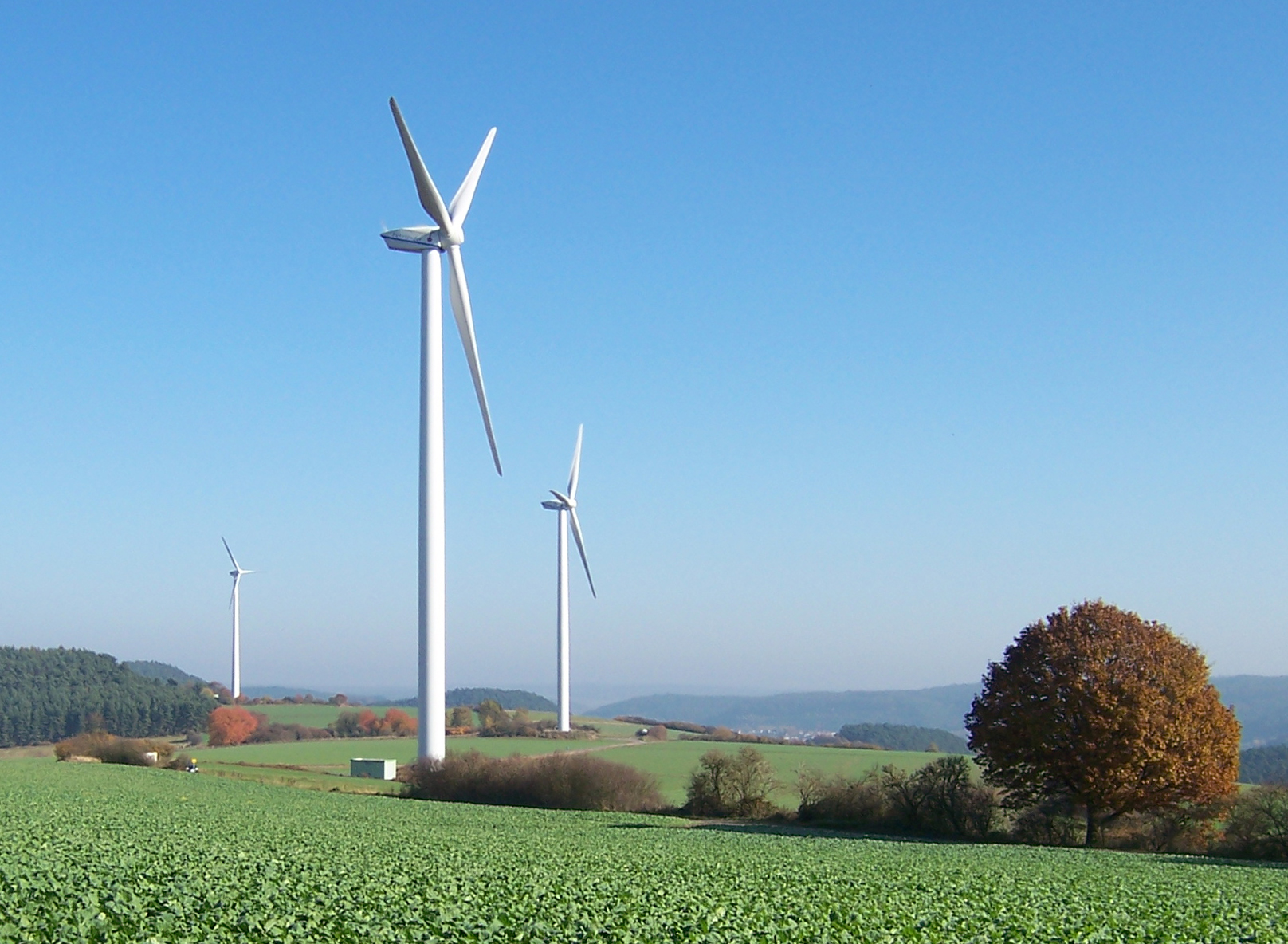
Alemania posee importantes parques eólicos y es uno de los países con mayor capacidad de energía solar en el mundo. En 2014, las energías renovables generaron el 30 % del total del consumo de electricidad del país.

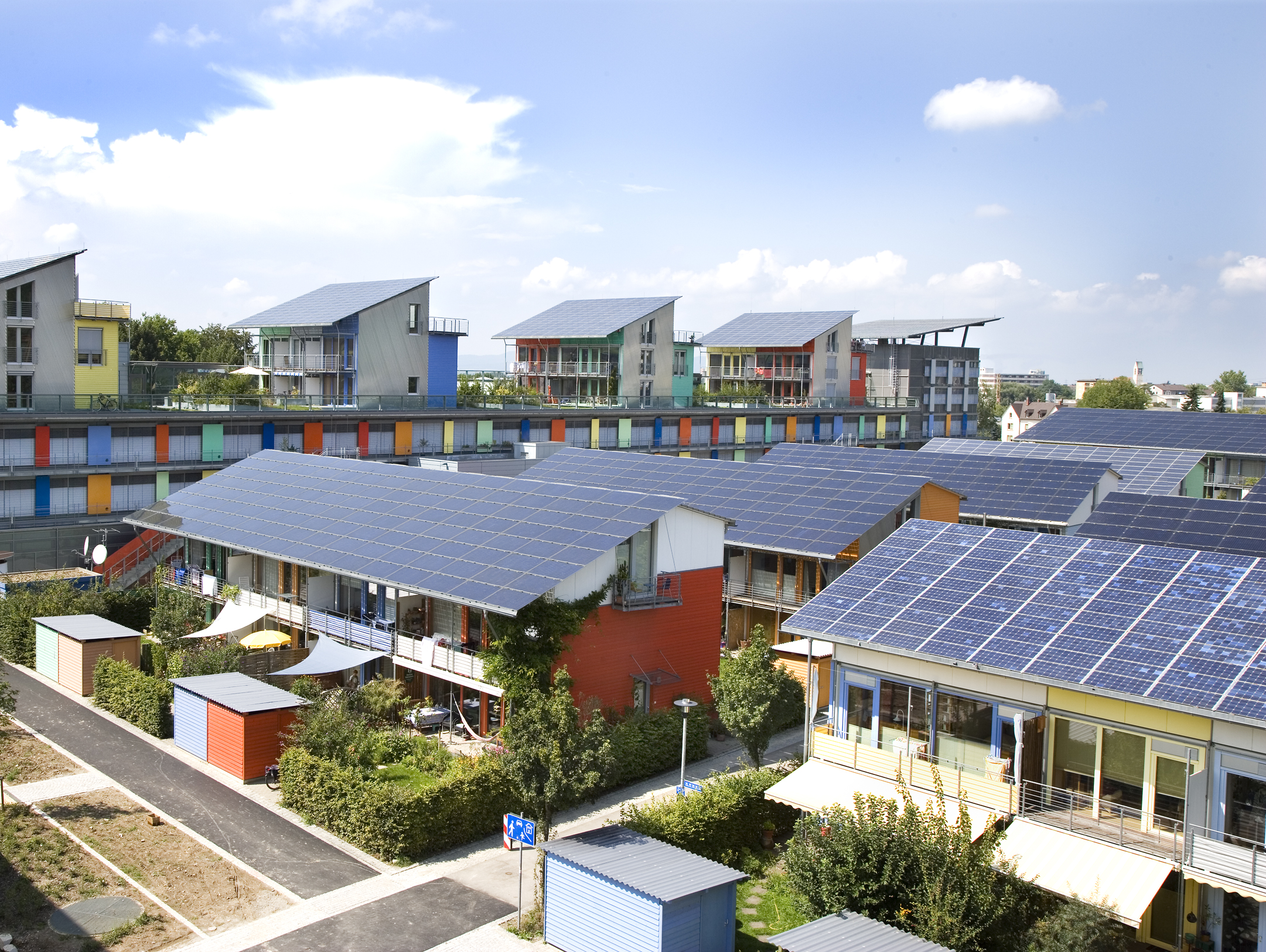
Barrio solar de Vauban, en la localidad alemana de Friburgo.

Tiene las emisiones de dióxido de carbono más altas de la Unión Europea (en 2014 emitió casi el 23 % de las emisiones totales de CO2 del continente). En 2018 las emisiones per cápita fueron 9,2 en tCO2, casi el doble que Francia (4,96 tCO2 per cápita) y muy superiores a las de España (5,9 tCO2 per cápita). Gran parte de su energía eléctrica procede del carbón (posee 7 de las 10 centrales de carbón más contaminantes de Europa) que usan lignito y para extraerlo se está destruyendo uno de los mayores bosques primarios de Europa.
Los alemanes consideran que las acciones contra el calentamiento global son necesarias, pero están más divididos que las personas de otros países sobre la urgencia de dicha acción. Está comprometida con el Protocolo de Kioto del que salieron claramente beneficiados al tomar como referencia las emisiones de 1990 (Alemania se le permite unas emisiones por habitante superiores a las de España). Alemania ha firmado varios tratados de promoción de la diversidad biológica, bajo las normas de emisión, el reciclaje, el uso de energías renovables y apoya el desarrollo sostenible a nivel mundial. Sin embargo, entre 1990 y 2017, Alemania perdió el 75 % de sus insectos voladores.
La contaminación de las aguas negras en el mar Báltico y los afluentes industriales de los ríos en la antigua Alemania Democrática se han reducido.
Desde principios del siglo XXI, Alemania ha apoyado fuertemente la implantación de energías renovables como la energía solar fotovoltaica y la energía eólica, contribuyendo de forma significativa a la mezcla energética del país, donde la mayor aportación procede de las centrales de carbón. Alemania se ha marcado el objetivo de producir el 35 % de la electricidad mediante energías renovables en 2020 y alcanzar el 100 % en 2050. En 2024, las tasas eléctricas al consumidor alemanas eran las más altas de Europa.

### Hidrografía
Los tres ríos principales son:
- Rin (Rhein en alemán) con una parte alemana de 865 kilómetros cuenta con varios tributarios importantes como el Neckar, el Meno y el Mosela.
- Elba con una parte alemana de 727 kilómetros que desemboca en el mar del Norte.
- Danubio (Donau) con una parte alemana de 687 kilómetros.

Otros ríos importantes son los citados Neckar y Meno y otros como el Isar en el sudeste, o el Weser en el norte.

## Economía
Por el desarrollo de su economía, es considerada en términos generales como la cuarta potencia mundial y la primera de Europa. En 2006 su producto interior bruto (PIB) rebasó los 3 billones de dólares US. Sus bazas industriales son diversas; los tipos principales de productos fabricados son medios de transporte, aparatos eléctricos y electrónicos, maquinaria, productos químicos, materiales sintéticos y alimentos procesados. Es foco de riqueza y eso se refleja en la creciente economía del centro de Europa. Con una infraestructura de carreteras amplias y un excelente nivel de vida, es una de las naciones más desarrolladas del mundo.
En palabras del exministro Federal de Relaciones Exteriores, Joschka Fischer, Alemania es «campeón mundial de las exportaciones», dado el movimiento favorable en el comercio exterior del país desde 2004, que ha dado a los alemanes un superávit exportador.

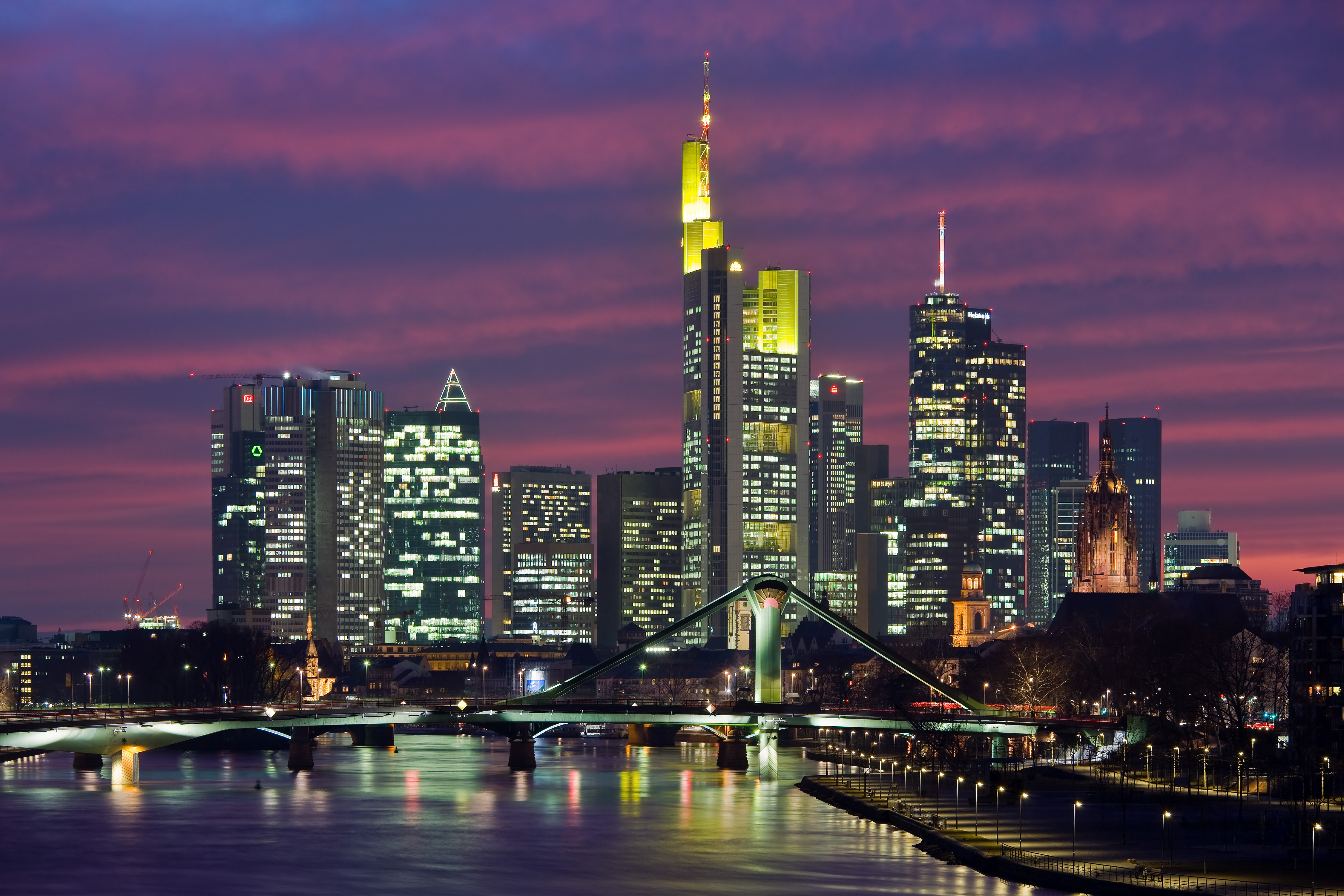
Fráncfort del Meno, sede del Banco Central Europeo.

Francia es el más importante socio comercial de Alemania y viceversa. En 2005, Francia con un 10,2 %, volvió a ser el principal destino de las exportaciones alemanas y el origen del 8,7 % de las importaciones. En 2006, más del 14 % de las exportaciones francesas tuvieron como destino a Alemania y cerca del 17 % del total de las importaciones francesas provino de Alemania.
Los países de la Unión Europea son los principales compradores de los productos alemanes (Reino Unido el 7,8 % e Italia el 6,9 % en 2005). El principal socio comercial de Alemania fuera de Europa es China, país al que en 2011 realizó el 5,7 % de sus exportaciones y del que recibió el 9,7 % de sus importaciones.
El Deutsche Bundesbank (Banco central) y el Banco Central Europeo (BCE) tienen su sede central en la ciudad de Fráncfort del Meno. En 2006 se acometió la construcción del edificio del Banco Central Europeo.
Las desigualdades están entre las más altas de Europa y se reflejan en los bajos salarios en muchos sectores. Así, el 22,5 % de los trabajadores ganan menos de 10,50 euros por hora, frente a solo el 8,8 % en Francia.
Desde 2004, Alemania se enfrenta a un aumento de los precios de los alquileres, que podría provocar el estallido de una burbuja inmobiliaria. Entre 2016 y 2017, los precios en Berlín aumentaron más de un 20 % (más de 100 % en diez años).

## Infraestructura

### Transportes

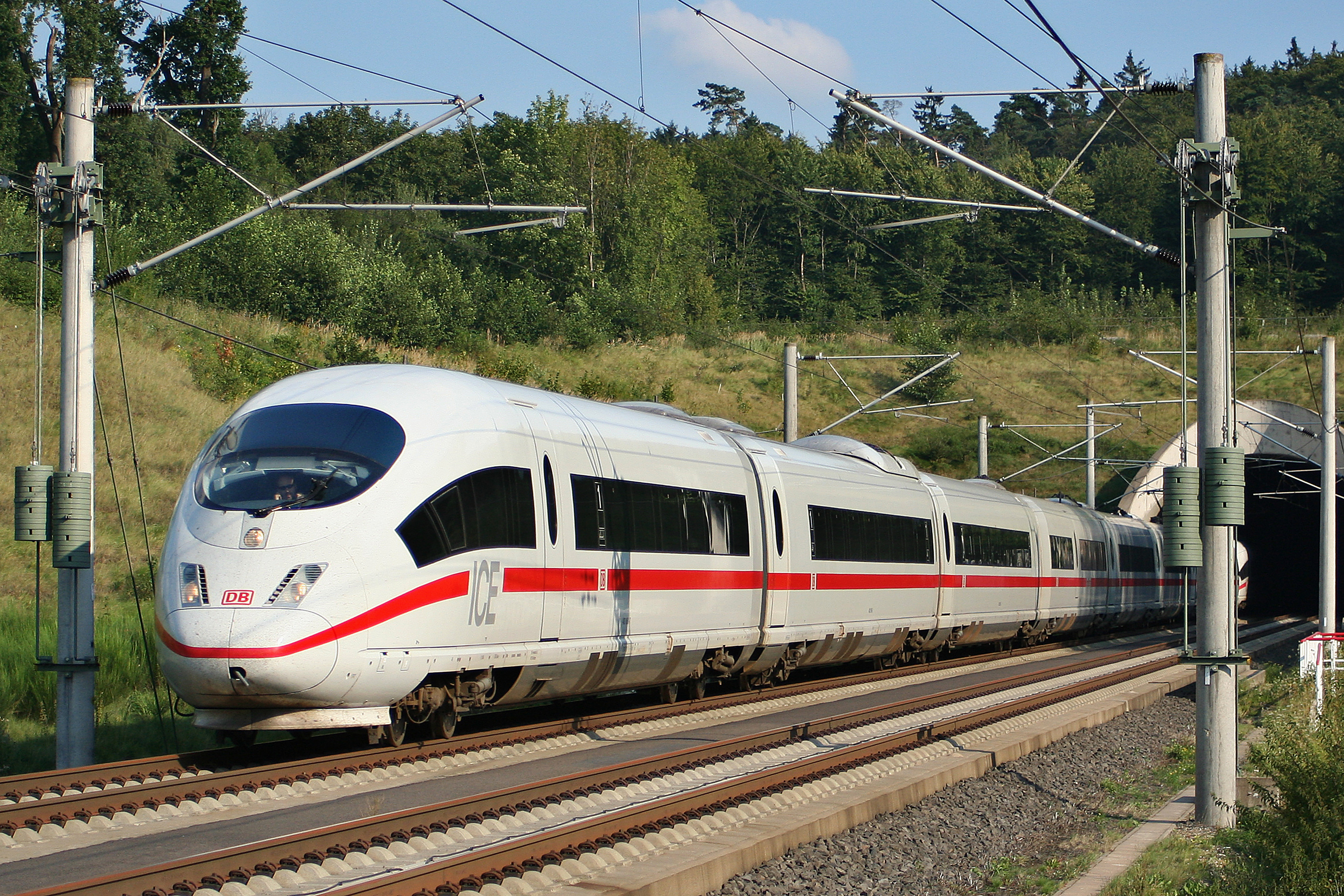
El tren ICE 3 en la Línea de alta velocidad Colonia-Fráncfort.

Desde que en los años 1930 la Alemania nazi abordara la construcción de la primera red de autopistas a gran escala en el mundo, el país dispone de vías de comunicación rápidas (Autobahnen) que suman cerca de 12 000 km cubriendo la totalidad del territorio. Además cuenta con más de 40 000 km de carreteras, lo que convierte en el país con mayor densidad de vías para vehículos. La totalidad de autopistas del país son gratuitas para vehículos particulares; a partir de 2005, los camiones de carga deben pagar un peaje que se descuenta automáticamente vía satélite, una vez que el camión deja la ruta, y que es proporcional al número de kilómetros recorridos.
La mayor causas de las emisiones de CO2 proceden del transporte, particularmente de los coches. En este sentido en todos los países de la UE hay limitaciones de velocidad excepto en la autopistas alemanas, probablemente debido a que en Alemania están las casas matrices de marcas que fabrican los coches más potentes que han actuado para dar la imagen de poco emisores, es conocido el caso del dieselgate.

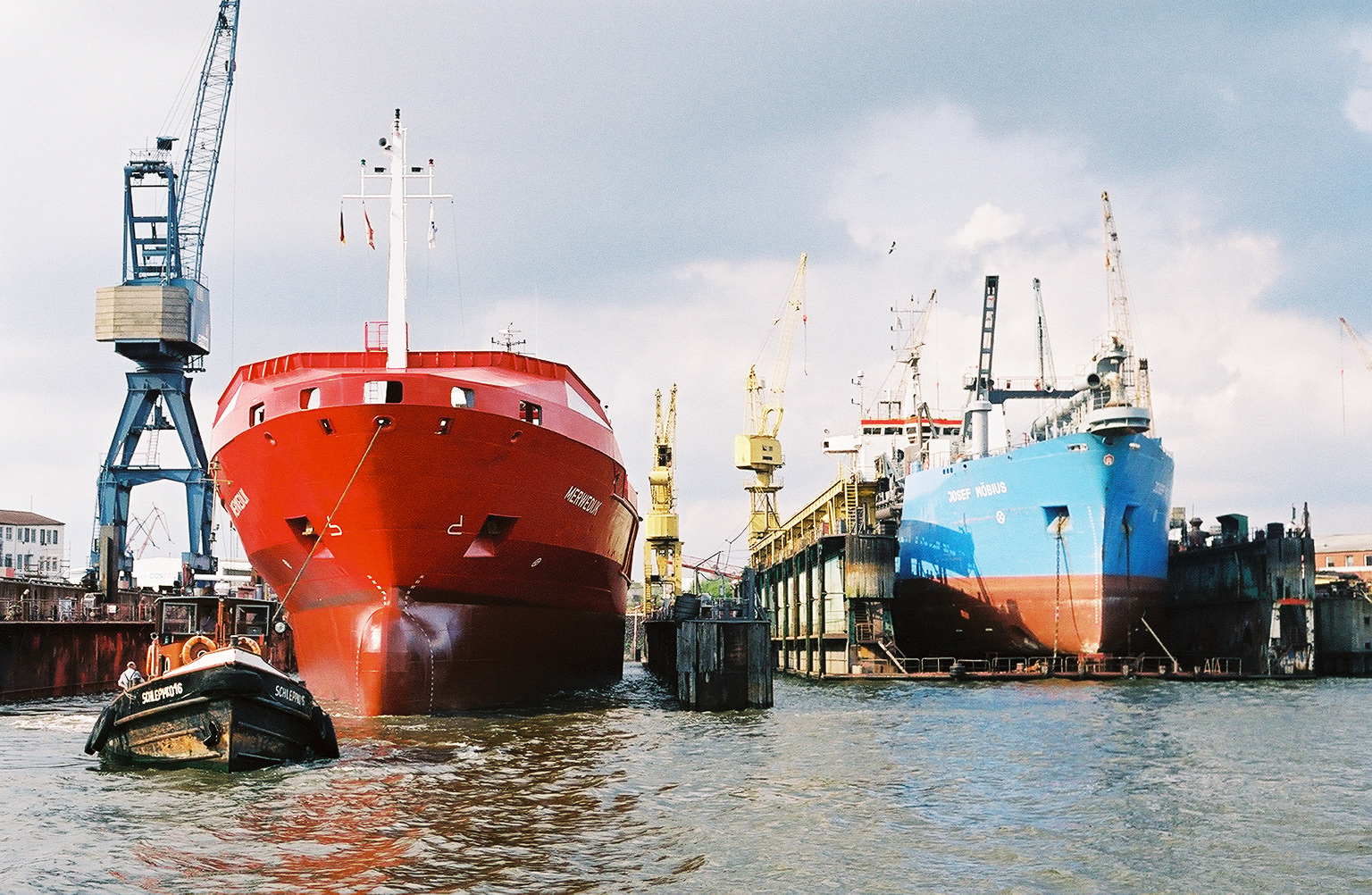
Hamburgo es la segunda mayor ciudad portuaria en Europa.

Alemania es líder mundial también en la construcción de canales. Esta clase de construcción milenaria tomó renovado impulso a partir del siglo XIX. El canal de Kiel, que une el mar del Norte con el mar Báltico, es uno de los más imponentes. Numerosos canales fluviales, como el Rin-Meno-Danubio, el Dortmund-Ems o el Elba-Seitenkanal, dotan al país de una completa red de canales.
Ciudades como Friburgo de Brisgovia disponen de modernas instalaciones para el aprovechamiento de la energía solar. Las grandes regiones industriales, como cuenca del Ruhr, región Rin-Meno o Colonia, han desarrollado un dinamismo económico que mantiene su base industrial y que además ha sabido implementarse en el área de los servicios.

### Medios de comunicación
Alemania es el mercado de televisión más grande de Europa, con unos 34 millones de hogares que disponen de televisión. Las numerosas cadenas públicas regionales y nacionales se organizan de acuerdo con la estructura política federal. Alrededor del 90 % de los hogares alemanes tienen televisión por cable o televisión por satélite, y los telespectadores pueden elegir entre una variedad de libre acceso pública y los canales comerciales.
El país es el hogar de algunos de los más grandes conglomerados de medios de comunicación, incluyendo Bertelsmann y la editorial Axel Springer.

## Demografía

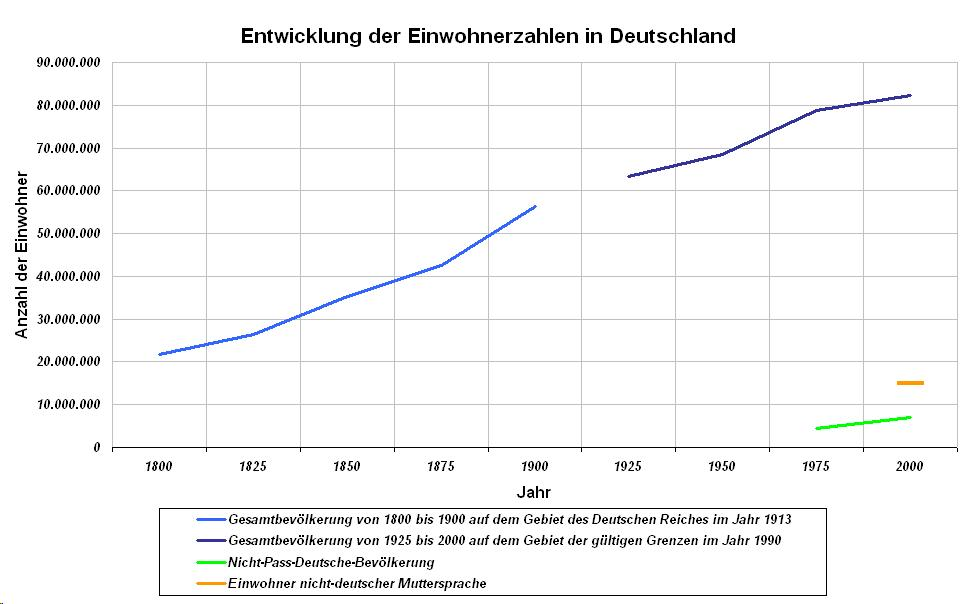
Crecimiento de la población alemana desde 1800.

Densidad de población por municipio.

Con más de 82 millones de habitantes, es el segundo país más poblado de Europa después de Rusia y el país más poblado de la Unión Europea. Sin embargo, su tasa de fecundidad de 1,54 hijos por mujer es una de las más bajas del mundo, y la Oficina Federal de Estadística estima que la población se reducirá a entre 68 y 73 millones en 2060. Alemania tiene una serie de grandes ciudades, siendo Berlín la más poblada, sin embargo, la mayor aglomeración urbana es la región Rin-Ruhr.
| Lugar | País       | Población extranjera (2020) |
| ----- | ---------- | --------------------------- |
| 1     | Turquía    | 1,461,910                   |
| 2     | Polonia    | 866,690                     |
| 3     | Siria      | 818,460                     |
| 4     | Rumania    | 799,180                     |
| 5     | Italia     | 648,360                     |
| 6     | Croacia    | 426,845                     |
| 7     | Bulgaria   | 388,700                     |
| 8     | Grecia     | 364,285                     |
| 9     | Afganistán | 271,805                     |
| 10    | Rusia      | 263,300                     |
| 11    | Irak       | 259,900                     |
| 12    | Kosovo     | 242,855                     |

Desde diciembre de 2004, unos siete millones de ciudadanos extranjeros han sido registrados, y el 19 % de los residentes del país son extranjeros o tienen algún origen extranjero. El grupo más numeroso (2,3 millones) es de Turquía, y la mayoría del resto son de países europeos como Italia, Serbia, Grecia, Polonia y Croacia. La Organización de las Naciones Unidas ubica a Alemania como el tercer mayor receptor de emigrantes internacionales en todo el mundo, alrededor del 5 %, o 10 de los 191 millones de emigrantes, o sea alrededor del 12 % de la población del país. Como consecuencia de las restricciones, el número de inmigrantes que buscan asilo justificando origen étnico alemán (en su mayoría procedentes de la antigua Unión Soviética) ha ido disminuyendo constantemente desde 2000.
La pirámide de población de Alemania (13,3 % jóvenes, 66,1 % adultos y 20,6 % ancianos), es una de contracción, común en países muy desarrollados con baja natalidad y mortalidad. Por lo general, esto indica que hay una larga esperanza de vida, alto nivel educativo y buena atención médica.

### Religión

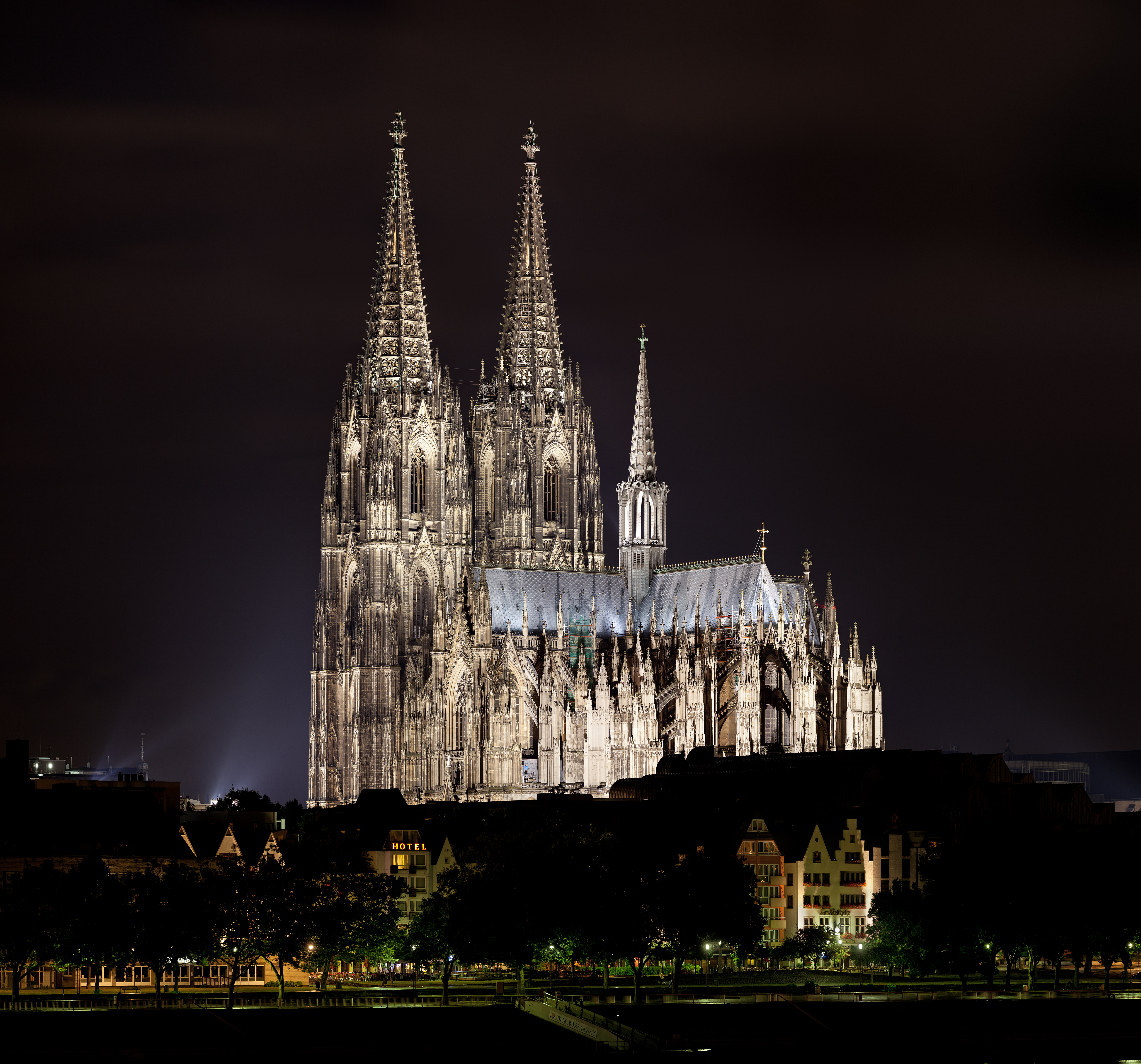
La catedral de Colonia a orillas del río Rin forma parte del Patrimonio de la Humanidad.

El cristianismo es la religión mayoritaria, con 45,8 millones de creyentes (55,1 %). La segunda más extendida es el islam, con 4,3 millones de seguidores (5,2 %), seguido por el budismo y el judaísmo, ambos con cerca de 200 000 adeptos (0,25 %). El hinduismo tiene unos 90 000 adeptos (0,1 %). Todas las demás comunidades religiosas tienen menos de 50 000 (o inferior a 0,05 %) adherentes. Cerca de 32,3 millones de alemanes (38,8 %) no han registrado denominación religiosa.
El protestantismo se concentra en el norte y el este, y el catolicismo se concentra en el sur y el oeste. Cada una de ellas comprende alrededor del 29 % de la población; el 1,7 % de la población total se declara a sí mismos cristianos ortodoxos, entre ellos los serbios, los rusos y los griegos son los más numerosos. El papa Benedicto XVI nació en Baviera.
El número de personas sin religión, entre ellas los ateos y agnósticos, asciende al 38,8 % de la población, y son especialmente numerosos en la antigua Alemania del Este y las principales áreas metropolitanas. De los 4,3 millones de musulmanes, la mayoría son sunitas y alevitas de Turquía, pero hay un pequeño número de chiitas.
Según la encuesta del Eurobarómetro de 2005, el 47 % de los ciudadanos alemanes respondieron "Creo que hay un Dios", mientras que el 25 % respondió "Creo que hay una especie de espíritu o fuerza vital" y el 25 % dijo "No creo que exista ningún tipo de espíritu, Dios, la vida o la fuerza".

### Idiomas

Conocimiento del alemán en la Unión Europea.

El alemán es el oficial y principal idioma hablado en Alemania. Se trata de uno de los 23 idiomas oficiales de la Unión Europea y uno de los tres idiomas de trabajo de la Comisión Europea, junto con el inglés y francés.
Además del alemán, existen otras lenguas oficialmente reconocidas, una de ellas a nivel regional (Regionalsprache) –el bajo alemán–, y las demás como lenguas minoritatrias (Minderheitensprachen), siendo el danés, las lenguas sorbias (bajo sorabo y alto sorabo), el frisón septentrional, el frisón de Saterland y el romaní.
Las lenguas foráneas más usadas en el país son el turco, el árabe (sobre todo a partir de las olas de refugiados de la segunda mitad de la década de 2010), el polaco, los idiomas de la península balcánica y el ruso.
El alemán estándar es una lengua germánica occidental y como tal está relacionada con el inglés, el danés, el frisón, el noruego, el neerlandés y las lenguas nórdicas. La mayoría del vocabulario alemán se deriva de la rama germánica de la familia lingüística indoeuropea. Importantes minorías de palabras tienen su origen en el latín, el griego y una cantidad menor del francés. El alemán se escribe usando el alfabeto alemán, siendo básicamente el alfabeto latino (con sus veintiséis letras) reforzado por tres vocales con Umlaut –ä, ö y ü–, y una consonante, la Eszett –ß– (llamada también scharfes S, en español «s fuerte»).
En todo el mundo, el alemán tiene aproximadamente cien millones de hablantes nativos y unos ochenta millones de hablantes no nativos, y es el idioma principal de cerca de noventa millones de personas en la Unión Europea (18 %). El 67 % de los ciudadanos alemanes afirman ser capaces de comunicarse en al menos una lengua extranjera, y el 27 % por lo menos en dos.

### Educación

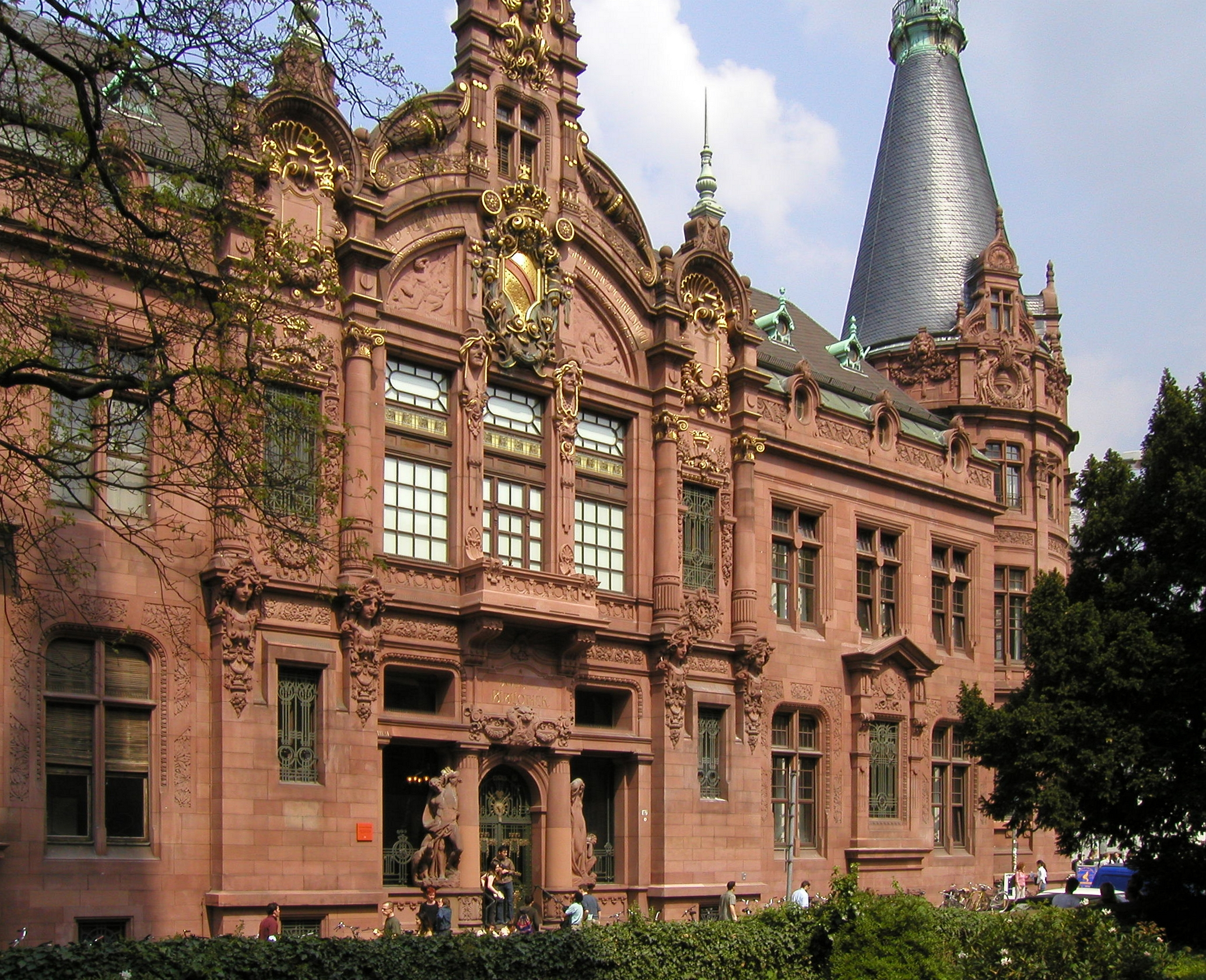
La Universidad de Heidelberg, fundada en 1386, es la más antigua de Alemania y una de las más reputadas del país.

La responsabilidad de la supervisión educativa recae principalmente en los estados federales a título individual, mientras que el gobierno solo tiene un papel secundario. El jardín de infancia es de carácter opcional, e imparte educación para todos los niños entre tres y seis años, después, la escolarización es obligatoria por lo menos durante diez años. La educación primaria suele durar cuatro años y las escuelas públicas no están estratificados en esta etapa. En contraste, la educación secundaria incluye cuatro tipos de escuelas sobre la base de la capacidad del alumno según lo determinado por las recomendaciones del profesorado: el gymnasium, que incluye la mayoría de niños más inteligentes, prepara a los estudiantes para los estudios universitarios y la asistencia dura ocho o nueve años, dependiendo del estado; la realschule tiene una gama más amplia de especial interés para estudiantes intermedios y dura seis años; la hauptschule prepara alumnos para la enseñanza profesional, y la gesamtschule combina los tres enfoques.
El Informe PISA, evalúa las habilidades de los estudiantes de 15 años de edad en los países de la Organización para la Cooperación y el Desarrollo Económico y una serie de países socios. En 2006, los escolares alemanes han mejorado su posición con respecto a años anteriores, clasificándose (estadísticamente) en un nivel significativamente superior a la media (rango 13) en las ciencias, y no significativamente por encima o por debajo de la media en matemáticas (rango 20) y habilidades de lectura (rango 18). Las diferencias socioeconómicas son elevadas, y el rendimiento de los alumnos es más dependiente de este factor que en la mayoría de otros países.
Para entrar en una universidad, los estudiantes de secundaria necesitan aprobar el examen Abitur, similar al Advanced Level, también es posible entrar a la universidad con un Fachabitur, el cual es un Abitur especializado, por ejemplo, en economía. Los estudiantes que posean un diploma de una escuela de formación profesional pueden entrar a una Universidad de Ciencias Aplicadas. La mayoría de las universidades alemanas son de propiedad estatal. En todas las universidades hay que pagar los impuestos administrativos, los cuales son entre 50 y 200 euros. En algunos Estados además hay que pagar por derechos de matrícula que ascienden hasta los 500 euros por semestre.
Las universidades son reconocidas a escala internacional, lo que indica el elevado nivel de educación en el país. Según QS World University Rankings 2013, trece universidades alemanas se encuentran entre las primeras doscientas mejores universidades del mundo.

### Ciudades
Las quince principales ciudades alemanas por población (2010) son las siguientes:

## Cultura

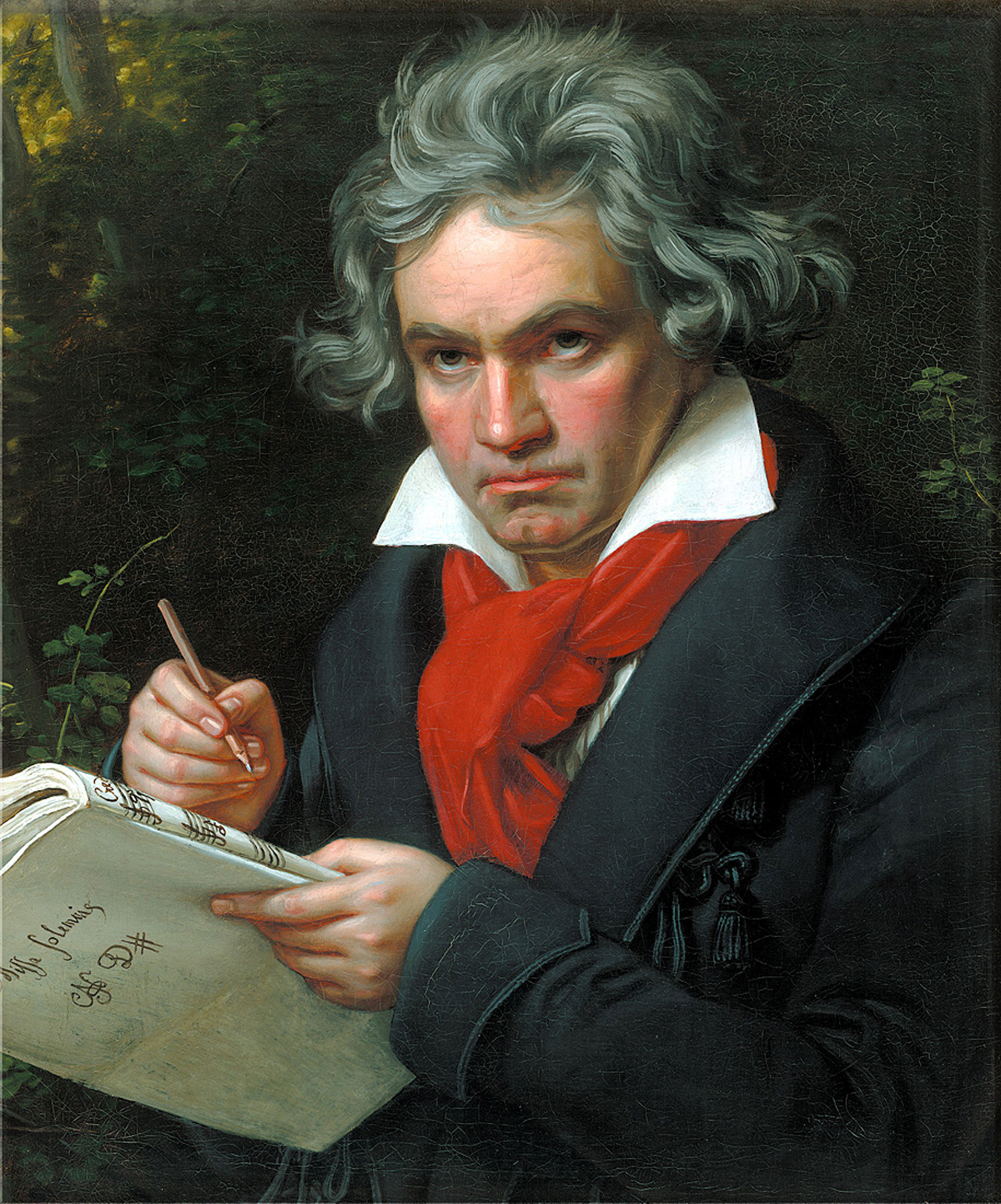
El compositor alemán Ludwig van Beethoven (1770-1827).

El país es a menudo llamado Das Land der Dichter und Denker (la tierra de poetas y pensadores). La cultura alemana comenzó mucho antes del surgimiento de Alemania como nación-estado y abarcó a toda la zona de habla alemana. Desde sus raíces, la cultura en Alemania se ha formado por las principales corrientes intelectuales y populares en Europa, tanto religiosas como laicas. Como resultado, es difícil identificar una determinada tradición alemana separado del marco más amplio de la alta cultura europea. Otra consecuencia de estas circunstancias es el hecho de que algunas figuras históricas, tales como Wolfgang Amadeus Mozart y Nicolás Copérnico, entre otras, aunque no fueron ciudadanos de Alemania en el sentido moderno, deben ser considerados en el contexto del ámbito cultural alemán para comprender su trabajo.

### Ciencia

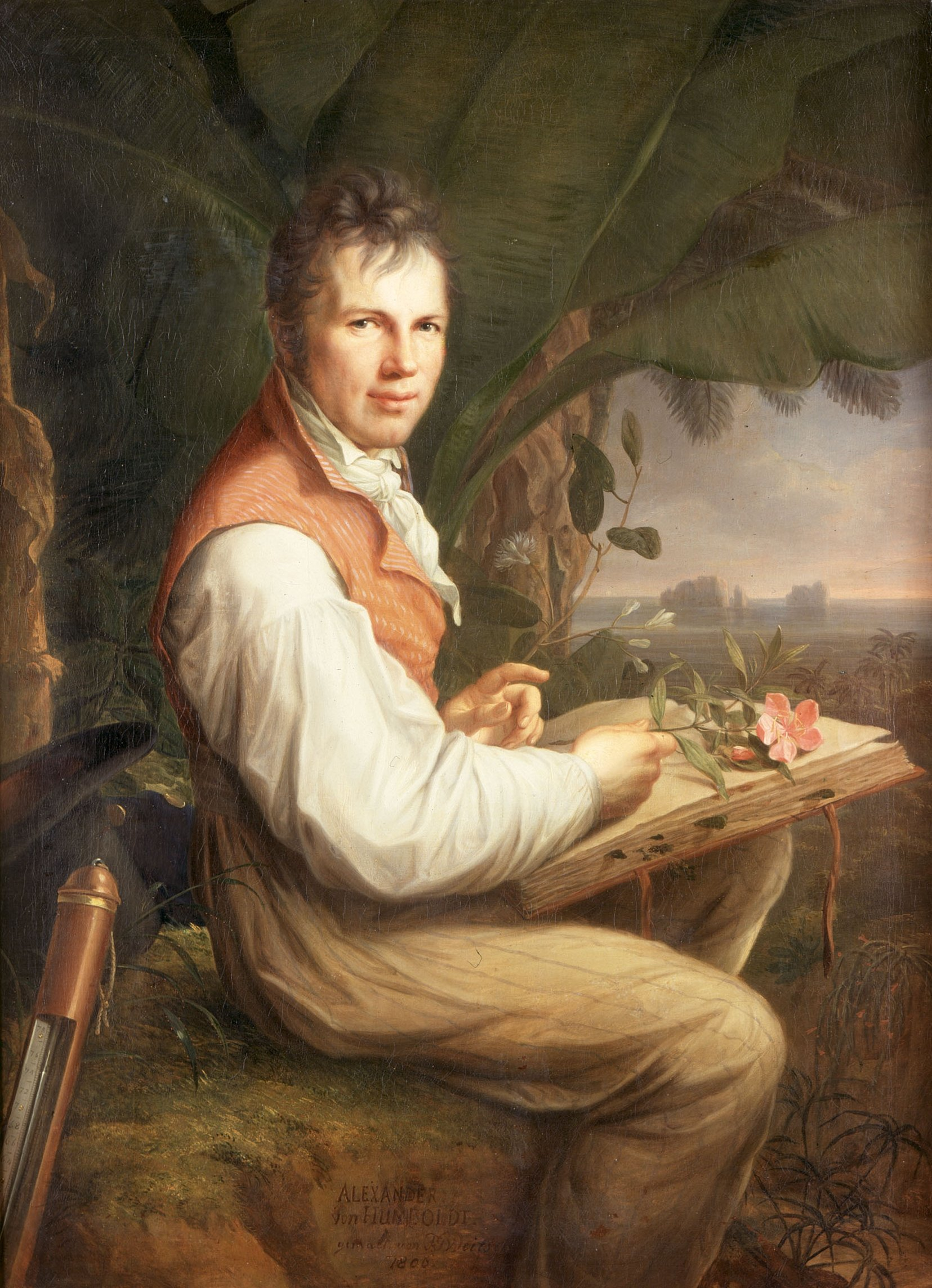
Alexander von Humboldt (1769-1859).

Alemania ha sido el hogar de algunos de los más destacados investigadores en diferentes campos científicos. Es así que cerca de 100 alemanes (de nacionalidad u origen) han sido laureados con el Premio Nobel. El trabajo de Albert Einstein, Max Planck y Otto Hahn fue crucial para la fundación de la física moderna y química nuclear, que Werner Heisenberg y Max Born desarrollaron aún más. Ellos fueron precedidos por físicos como Hermann von Helmholtz, Joseph von Fraunhofer, y Daniel Gabriel Fahrenheit. Wilhelm Conrad Röntgen descubrió los rayos X, un logro que le hizo el primer ganador del Premio Nobel de Física en 1901. En Alemania y otros países los rayos X se denominan "Röntgenstrahlen" (rayos de Röntgen). El trabajo de Heinrich Rudolf Hertz en el ámbito de la radiación electromagnética fue fundamental para el desarrollo de las modernas telecomunicaciones. Wilhelm Wundt es célebre por haber desarrollado el primer laboratorio de psicología, a la que dio la categoría de ciencia. Alexander von Humboldt y su trabajo como científico natural y explorador fue fundacional para la biogeografía.
Numerosos importantes matemáticos han nacido en Alemania, incluidos Carl Friedrich Gauss, David Hilbert, Bernhard Riemann, Gottfried Leibniz, Karl Weierstrass y Hermann Weyl. Alemania ha sido también el hogar de famosos inventores e ingenieros, como Johannes Gutenberg, quien se acredita la invención de la imprenta de tipos móviles en Europa; Hans Geiger, el creador del contador Geiger, y Konrad Zuse, que construyó el primer ordenador digital totalmente automático. Inventores, ingenieros e industriales, como el conde Ferdinand von Zeppelin, Otto Lilienthal, Gottlieb Daimler, Rudolf Diesel, Hugo Junkers y Karl Benz contribuyeron a dar forma moderna al automóvil y a la tecnología del transporte aéreo.
Importantes instituciones de investigación son la Sociedad Max Planck, el Helmholtz-Gemeinschaft y la Sociedad Fraunhofer. Estas trabajan de forma independiente o conectadas externamente al sistema universitario contribuyendo en una medida considerable a la producción científica. El prestigioso Premio Gottfried Wilhelm Leibniz se concede a diez científicos y académicos cada año. Con una adjudicación máxima de 2,5 millones de euros, es uno de los premios de investigación más altamente dotados en el mundo.
El Índice global de innovación, a cargo de la Organización Mundial de la Propiedad Intelectual, en su versión 2024, ubica a Alemania como el noveno lugar en innovación entre 133 países, en 2023 y 2022 obtuvo el octavo lugar.

### Literatura y filosofía

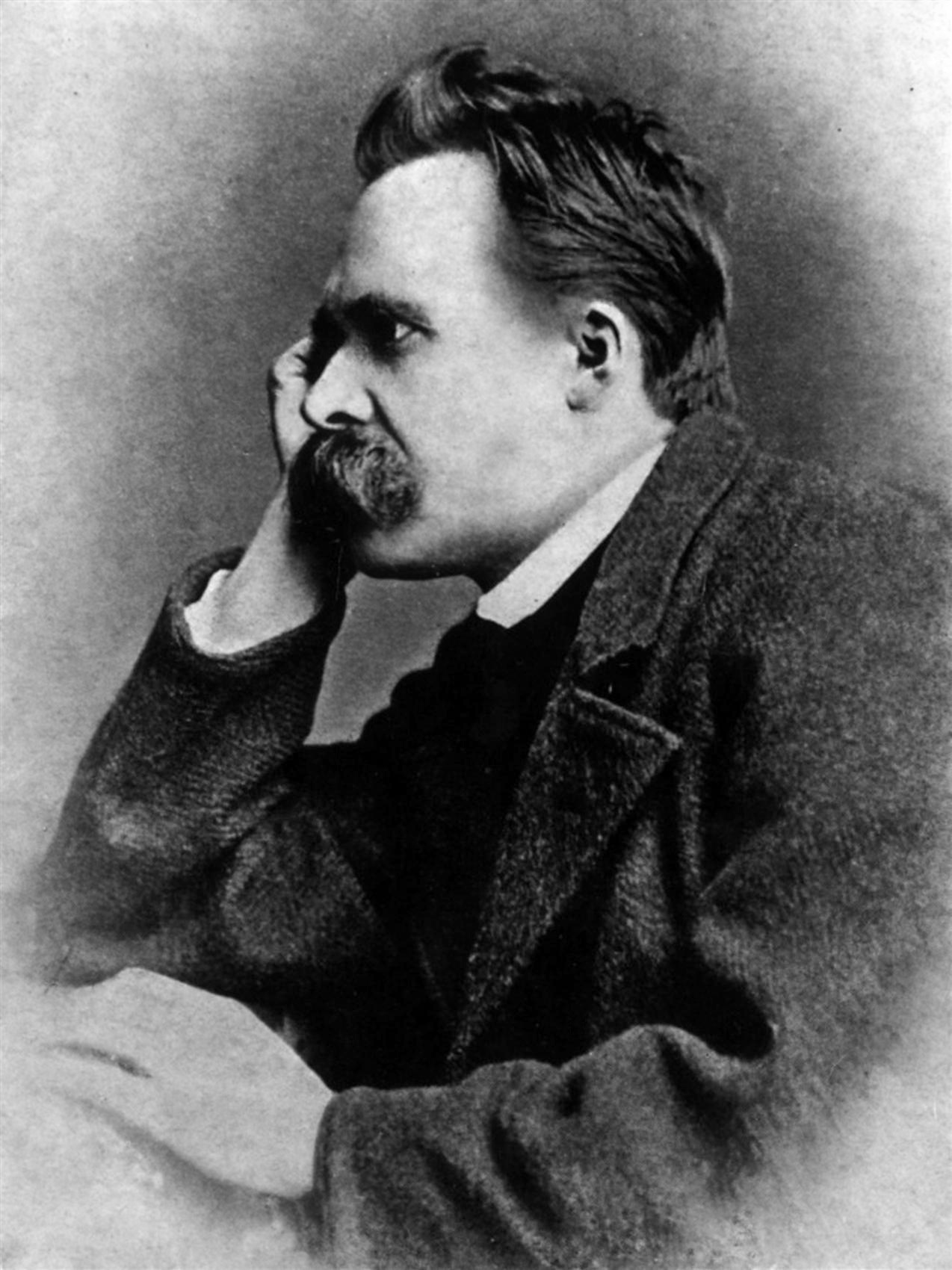
El filósofo Friedrich Nietzsche (1844-1900)

La literatura alemana se remonta a la Edad Media y las obras de escritores como Walther von der Vogelweide y Wolfram von Eschenbach. Diversos autores y poetas alemanes han ganado gran renombre, incluyendo Johann Wolfgang von Goethe y Friedrich Schiller. Las colecciones de cuentos populares publicados por los Hermanos Grimm popularizaron el folclore alemán en el plano internacional. Entre los autores alemanes más influyentes del siglo XX destacan Thomas Mann, Bertolt Brecht, Hermann Hesse, Heinrich Böll y Günter Grass.
La influencia de Alemania en la filosofía es históricamente significativa y muchos notables filósofos alemanes han contribuido a dar forma a la filosofía occidental desde la Edad Media. Gottfried Leibniz y sus contribuciones al racionalismo, Immanuel Kant, Georg Wilhelm Friedrich Hegel, Friedrich Wilhelm Joseph Schelling y Johann Gottlieb Fichte que forjaron el idealismo, Karl Marx y Friedrich Engels formularon la teoría comunista, Arthur Schopenhauer desarrolló la composición de pesimismo metafísico, Friedrich Nietzsche desarrolló el Perspectivismo, la obra de Martin Heidegger en Ser y Tiempo, y el de las teorías sociales Jürgen Habermas fueron especialmente influyentes.

### Arte

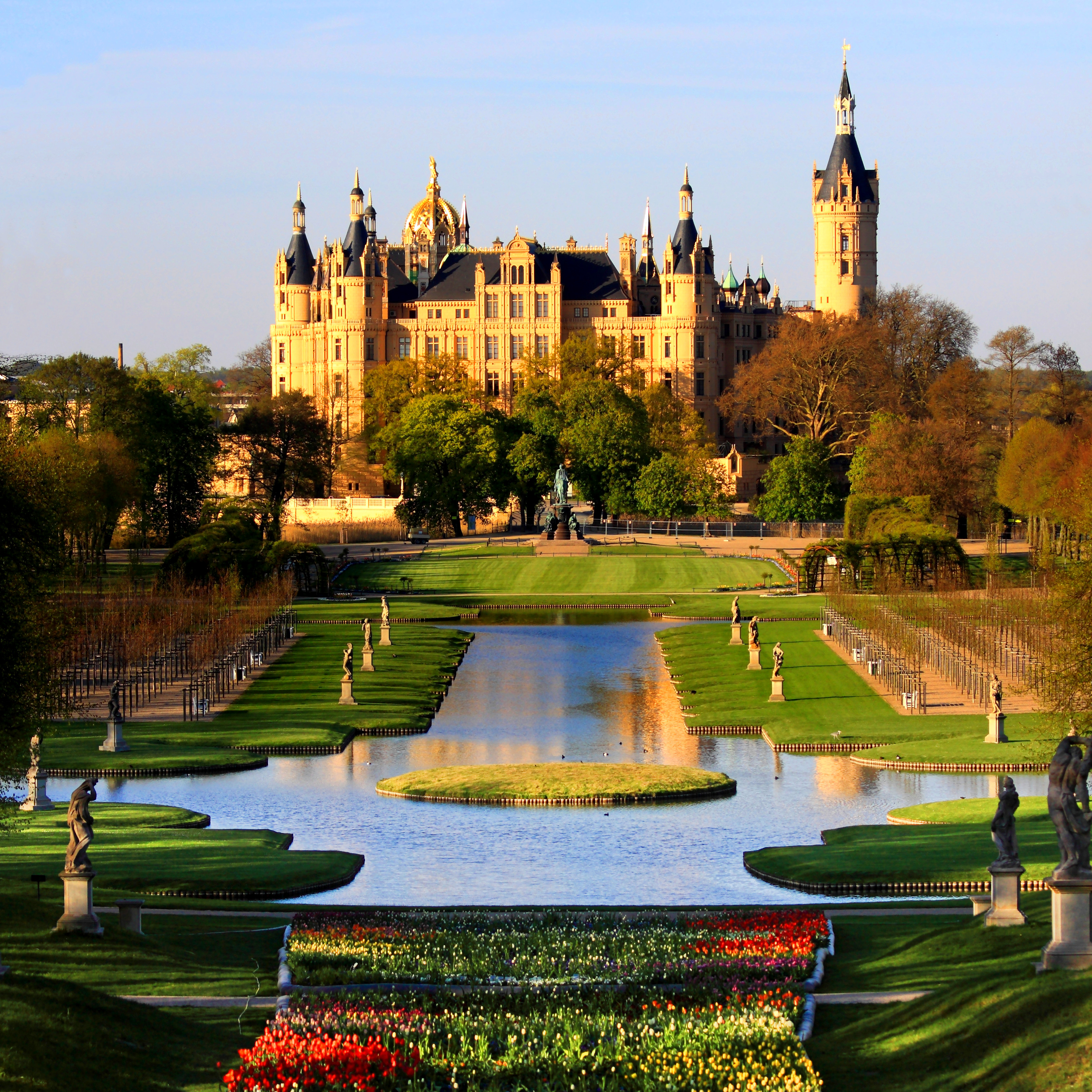
Palacio de Schwerin, Mecklemburgo (1358-1857)

Numerosos pintores alemanes han gozado de prestigio internacional a través de su trabajo en diversas corrientes artísticas. Lucas Cranach el Viejo, Hans Holbein el Joven, Matthias Grünewald, y Alberto Durero eran importantes artistas del Renacimiento, Caspar David Friedrich del Romanticismo, y Max Ernst del surrealismo.

### Arquitectura
Alemania ha experimentado a lo largo de su historia la influencia de diferentes estilos arquitectónicos que han sido incorporados y adaptados a los gustos regionales. Entre las contribuciones alemanas destacan los estilos carolingio y otoniano, que fueron importantes precursores del románico. La región se convirtió más tarde en sitio de obras importantes en estilos como el gótico, renacentista y barroco. Fue especialmente importante en los primeros movimientos modernos, sobre todo gracias a la Bauhaus fundada por Walter Gropius. Mies van der Rohe se convirtió en uno de los más renombrados arquitectos del mundo en la segunda mitad del siglo XX y el empleo de fachadas de vidrio en los rascacielos es una idea suya.
El patrimonio arquitectónico alemán es extremadamente importante. Hay 41 lugares en Alemania distinguidos como patrimonio mundial de la Unesco, casi todos ellos con importantes obras arquitectónicas.

#### Historia de la arquitectura alemana
Desde la época carolingia, bajo el impulso del emperador y de los prelados, Alemania se dotó de numerosos edificios religiosos, de los que quedan muy pocos. Se pueden mencionar la capilla palatina de Aix-la-Chapelle de planta central, debida a Eudes de Metz, es heredera de la antigüedad. Su planta es una reminiscencia de la de San Vital en Ravena o de las iglesias de Oriente, aunque no está claro si el propio Eudes habría visto esos edificios o simplemente bocetos que le habrían sido enviados. La otra innovación específica del período carolingio es el macizo occidental o Westwerk de las iglesias. Es un cuerpo de edificación cuasi-autónomo en relación con la nave y ubicado al oeste que consiste en una masiva torre de varias plantas, a menudo enmarcada por dos torretas de escaleras. La planta baja comprende un porche de entrada abovedado que alberga reliquias. El primer piso, que actúa como capilla, es una tribuna abierta sobre la nave por vanos. El ejemplo más famoso es la iglesia abacial de Corvey. La última joya de la arquitectura carolingia es la iglesia abacial de Fulda, que tiene casi el tamaño de una catedral gótica. Fue construida por el arquitecto y abad del monasterio, Ratgar.
La restauración de la autoridad imperial en el siglo X estuvo acompañada por una renovación de la arquitectura religiosa. Se construyeron grandes iglesias de carpintería de madera de proporciones armoniosas, como San Miguel de Hildesheim y San Ciriaco de Gernrode.

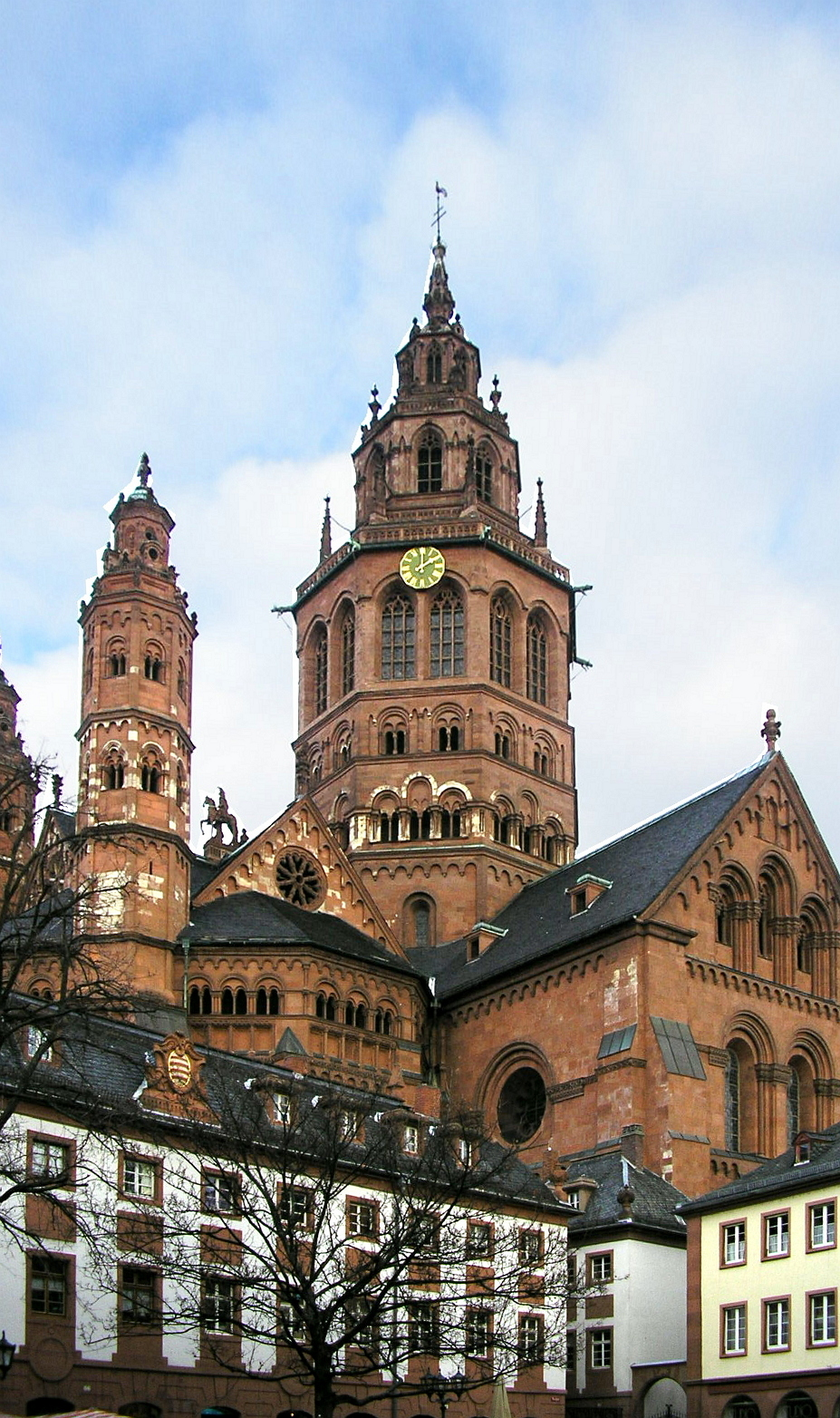
La catedral de Maguncia vista desde el suroeste. En el centro está la torre oeste, torre del transepto barroco de Franz Michael Neumann. A la izquierda, flanqueando el coro, hay dos pequeñas torres escalonadas. Entre ellos, retrasada hacia la torre principal, la estatua del caballero Martin de Tours se destaca contra el cielo.

A partir del siglo XI, se desarrolló el estilo románico renano. Se caracteriza por la existencia de tres ábsides que forman un trébol, como en la iglesia de Santa María del Capitolio de Colonia. Fue en ese momento cuando se construyeron las Espira y San Martín de Maguncia. Poco a poco, la arquitectura de las iglesias se vio influida por el estilo gótico: la catedral de Naumburg y las iglesias de Limbourg, de Andernach, aunque mantienen su aspecto románico, tienen una estructura más cercana al gótico.
El arte gótico no se extendió realmente en Alemania hasta mediados del siglo XIII. Erwin von Steinbach fue el primer maestro de obras de la catedral de Estrasburgo, entonces parte integrante del Sacro Imperio Romano. La catedral de Colonia es una de las obras maestras del gótico alemán con sus dos altas naves y sus dos torres de fachada a la moda francesa. La originalidad alemana aparece en el uso del ladrillo, principalmente en el norte del país (iglesia de Santa María de Lübeck, catedral de Schwerin). La adopción de las iglesias-salón (Hallenkirche), inspiradas en la arquitectura cisterciense, es otra característica del gótico alemán. Las naves laterales se elevan al mismo nivel que la nave central y se separan de esta solo por pilares como en Sainte-Élisabeth de Marbourg. Entre los siglos siglo XIV y XVI, dominó el gótico tardío con la erección de la iglesia de Santa Ana Annaberg-Buchholz, un bello ejemplo de gótico flamígero de Sajonia, y la catedral de Ulm. En la burguesía, se construyen casas con piñón (Ratisbona), casas con entramados de madera (Goslar) o acondicionamiento de torres a la moda italiana.
Durante el Renacimiento, Alemania sufrió la influencia de Italia, al sur, y de Flandes, al norte. El arquitecto renacentista Heinrich Schickhardt ha marcado con su estilo Alemania (Herrenberg - Freudenstadt), pero también Francia (Montbéliard). La arquitectura barroca, que apareció en Italia a principios del siglo XVII, se extendió a Alemania después de la guerra de los Treinta Años. Los maestros del arte germánico barroco fueron Johann Michael Fischer (Zwiefalten, Ottobeuren), los hermanos Asam y Dominikus Zimmermann Steinhausen, Wies). En Baviera, Johann Balthasar Neumann realizó la residencia de Wurzburgo en un estilo específico del Barroco alemán. En Dresde, Matthäus Daniel Pöppelmann construyó el palacio Zwinger. El rococó federicano se desarrolló en Prusia, llevado por el arquitecto Georg Wenzeslaus von Knobelsdorff cuya obra principal es el palacio de Sanssouci. Andreas Schlüter trabajó en muchos monumentos de Berlín.
Desde 1750, las excavaciones de Pompeya pusieron el foco en el arte grecorromano. El siglo vio el advenimiento de la arquitectura neoclásica. Este estilo arquitectónico, cuyo principal teórico fue Winckelmann, abogaba por un retorno a las líneas arquitectónicas griegas clásicas en respuesta al estilo más cargado del barroco y del rococó. Leo von Klenze dibujó los planos para la gliptoteca de Múnich mientras que Carl Gotthard Langhans erigía la puerta de Brandeburgo en Berlín. El arte francés estuvo de moda y muchos arquitectos franceses fueron empleados por los príncipes alemanes.
Desde 1850, los arquitectos E. Ludwig y A. Koch reivindicaron una forma de arte más adaptada a su tiempo. La arquitectura del siglo XIX está marcada por la diversidad de estilos. Karl Friedrich Schinkel es un representante del neoclasicismo prusiano. El estilo neogótico, nacido en Inglaterra a mediados del siglo XVIII, se hizo eco en Alemania a comienzos del siglo XIX. Asociado con el nacionalismo romántico, refuerza a los alemanes en su sentimiento nacional. La reconstrucción de la catedral de Colonia (1842-1863) es un ejemplo perfecto. A mediados del siglo XIX, la arquitectura Biedermeier, muy apreciada por la burguesía, defendía un estilo elegante, pero sobrio tanto en las fachadas como en los muebles. Corresponde al francés estilo Luis Felipe. A finales del siglo XIX, el art nouveau, y más precisamente el Jugendstil, floreció en Alemania. El movimiento reivindicaba una renovación de formas y materiales. Las fachadas fueron decoradas con motivos vegetales.

#### Arquitectura contemporánea

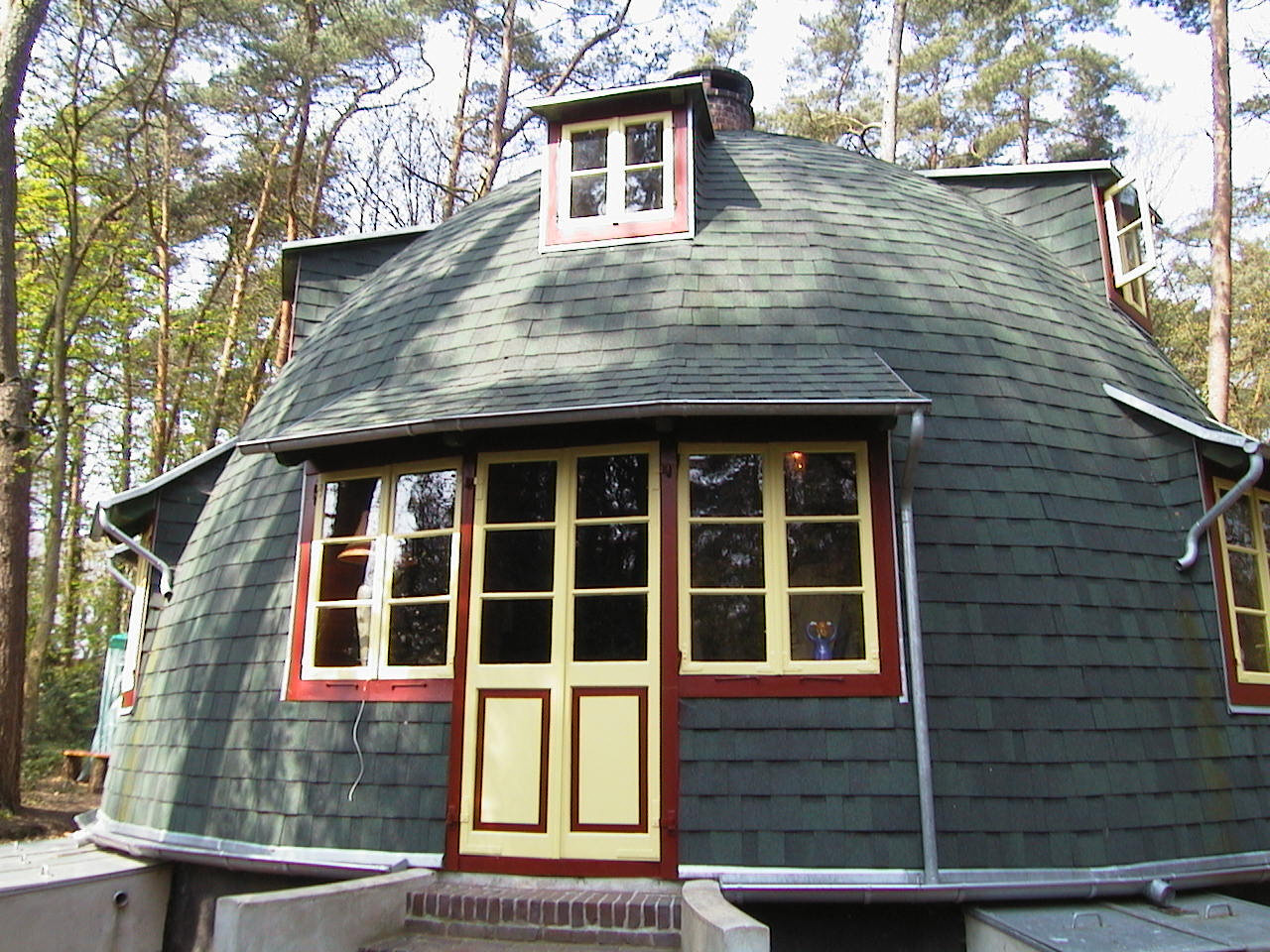
La Worpsweder Käseglocke (la campana de queso de Worpswede), construida en 1926 por Bruno Taut

A principios del siglo XX, doce industriales y una docena de artistas, entre ellos Peter Behrens, Richard Riemerschmid, Henry van de Velde, agrupados en torno a las teorías de Hermann Muthesius fundaron laDeutscher Werkbund. La noción de estética industrial se enfatizó como muestran los objetivos y la filosofía del movimiento: «Elegir a los mejores representantes de las artes, la industria, de los oficios y del comercio; coordinar todos los esfuerzos hacia el logro de la calidad en la producción industrial, crear un centro de encuentro para todos aquellos que tienen la capacidad y la voluntad de hacer productos de calidad [...]. No hay una frontera fija entre la herramienta y la máquina. Los trabajos de calidad se pueden crear indiferentemente con la ayuda de herramientas y máquinas tan pronto como el hombre toma el control de la máquina y la convierte en una herramienta.»
En 1919, Walter Gropius fundó la Bauhaus, una escuela de arte y de arquitectura en la que también se impartían diseño y teatro. En ella se enseñaba cómo utilizar materiales modernos y se reflexionaba sobre qué debía ser el arte en la hora de la industrialización. La Bauhaus contrató a arquitectos de renombre para desempeñarse como directores y docentes. Entre ellos, Ludwig Mies van der Rohe —director de la Bauhaus en 1930-1933 y organizador del proyecto Weissenhof— y Erich Mendelsohn, —creador de la Torre Einstein—, fundaron en 1926, el movimiento arquitectónico Der Ring que reflejaba el aspecto funcionalista de las edificaciones. La Bauhaus también permitió la emergencia de diseñadores de gran talento, entre ellos principales diseñadores del movimiento modernista, como Marianne Brandt, Marcel Breuer, Le Corbusier y Charlotte Perriand, el neerlandés Gerrit Rietveld, autor de una famosa silla cubista. La Bauhaus también influyó en la fotografía, el vestuario y la danza.

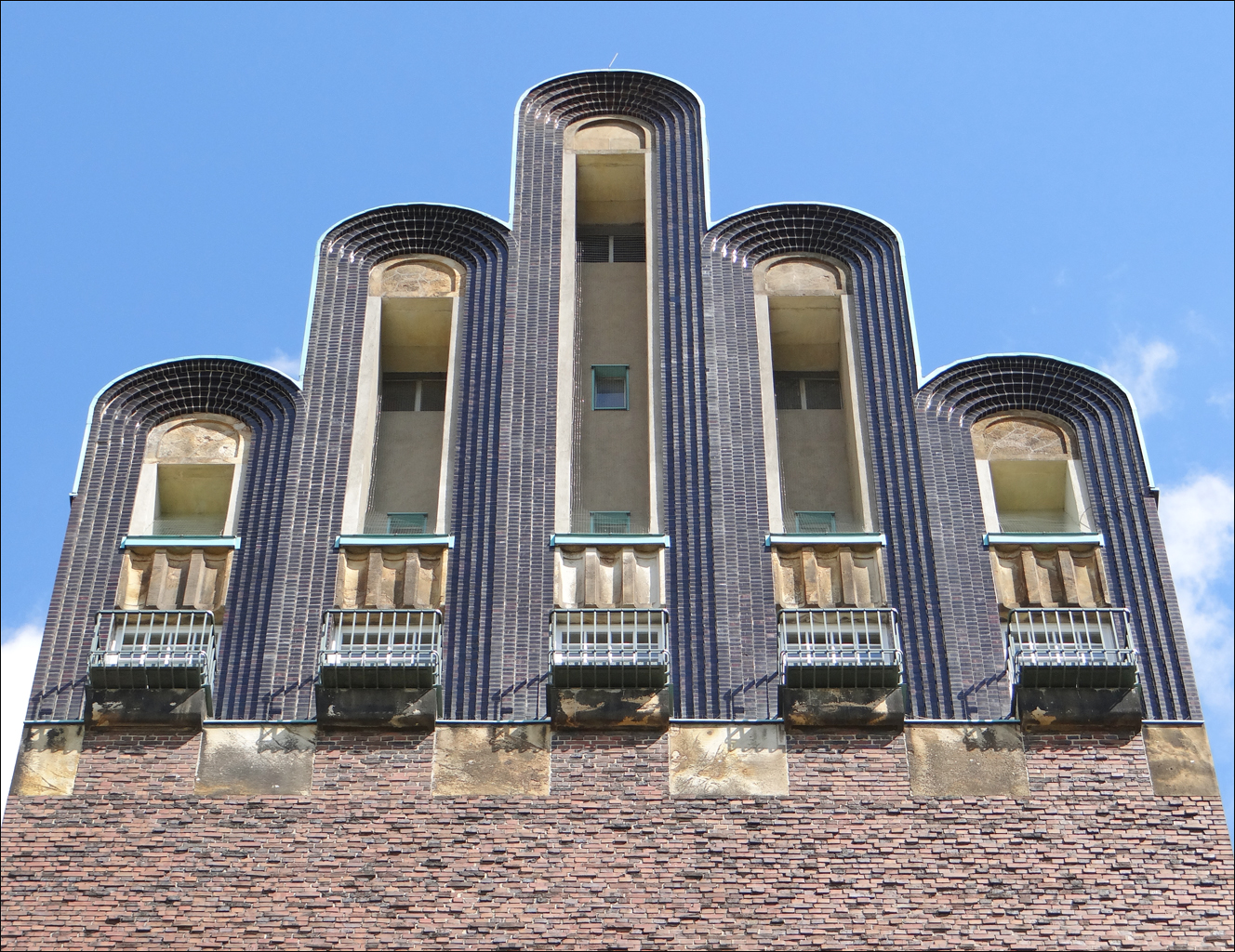
Hochzeitsturm en el Darmstädter Mathildenhöhe
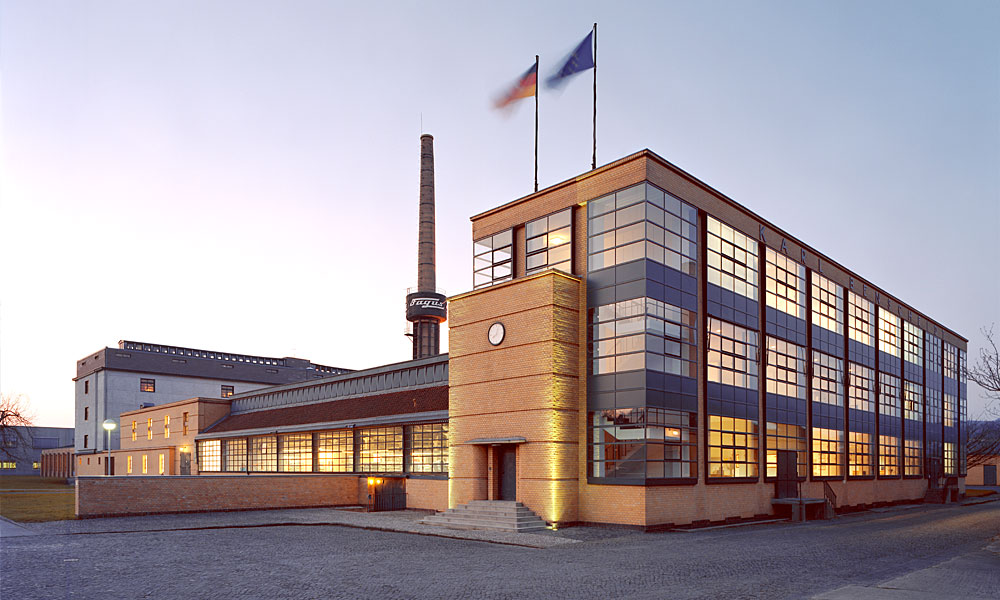
Fábrica Fagus en Alfeld, uno de los primeros representantes modernos del mundo (1911)
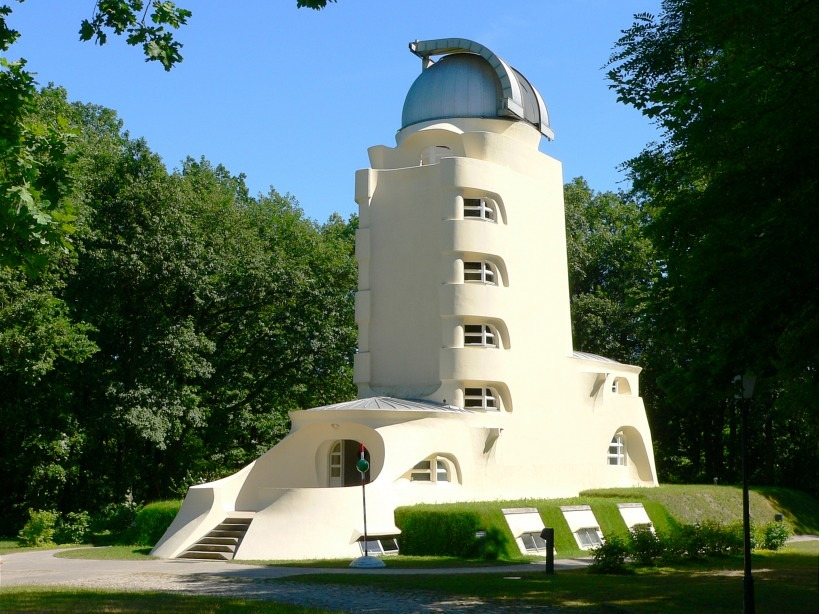
La torre de Einstein en Potsdam.
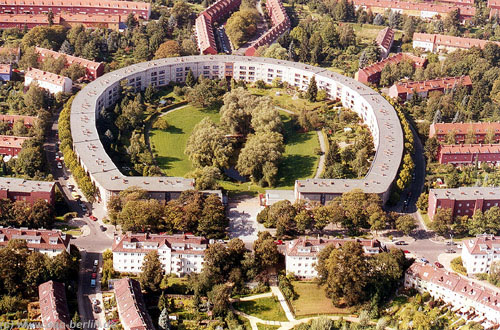
El Hufeisensiedlung en Berlín.

Después de 1945, la urgencia en el país era reconstruir una Alemania devastada por la guerra. Se trataba de ofrecer rápidamente nuevos alojamientos: la funcionalidad y los criterios económicos fueron privilegiados a expensas de la calidad del hábitat. Esta triste arquitectura todavía está muy presente en el territorio alemán y Alexander Mitscherlich habla de un «entorno inhóspito» para describir esta arquitectura anónima. Hasta mediados de la década de 1970 no se produjo una renovación y se dio prioridad a diseñar una arquitectura más humana.
Después de la reunificación de 1990, Alemania quiso hacer de su capital una ciudad de talla internacional. Invitó a arquitectos de todo el mundo. Norman Foster (Palacio del Reichstag), Renzo Piano (torre Debis en la Potsdamer Platz), Richard Rogers, Daniel Libeskind, Rafael Moneo, Helmut Jahn transformaron Berlín con sus construcciones que dieron una dimensión internacional y resueltamente modernista a la ciudad. Axel Schultes diseñó la nueva Cancillería. Pero la innovación arquitectónica superó los límites de esta ciudad: construcciones en el nuevo estilo se erigieron en Múnich (Pinakothek der Moderne) en Herford (museo MARTa), cerca de Neuss (Fundación Langen) y Leipzig (Museo de Arte visual).
Lejos de los proyectos de prestigio, Alemania también está a la vanguardia de la construcción verde (energía solar y materiales no contaminantes como la madera, ahorro de energía...). En esta área, el ya anciano arquitecto Frei Otto es famoso por sus construcciones de techos suspendidos flexibles. La ingeniería civil alemana es actualmente líder en este campo emergente. También hay ejemplos de arquitectura moderna e innovadora en Alemania diseñados para satisfacer las necesidades del hombre.

### Música
| Johann S. Bach Toccata e fuga | Ludwig v. Beethoven Sinfonía n. 5 | Richard Wagner Die Walküre |
| ----------------------------- | --------------------------------- | -------------------------- |
|                               |                                   |                            |

En Alemania se han desarrollado algunos de los más renombrados compositores de la Música clásica europea, con inclusión de Johann Sebastian Bach, Georg Friedrich Händel, Ludwig van Beethoven, Robert Schumann, Felix Mendelssohn, y Johannes Brahms. A partir del año 2006, Alemania es el quinto mercado de la música en el mundo y ha influido en la música, llegando a ser pionero de algunos géneros como la música electrónica, el metal industrial, pop, rock a través de artistas como Modern Talking, Rammstein, Lacrimosa, Kraftwerk, Scorpions, Accept, Helloween y Tokio Hotel.

### Cinematografía

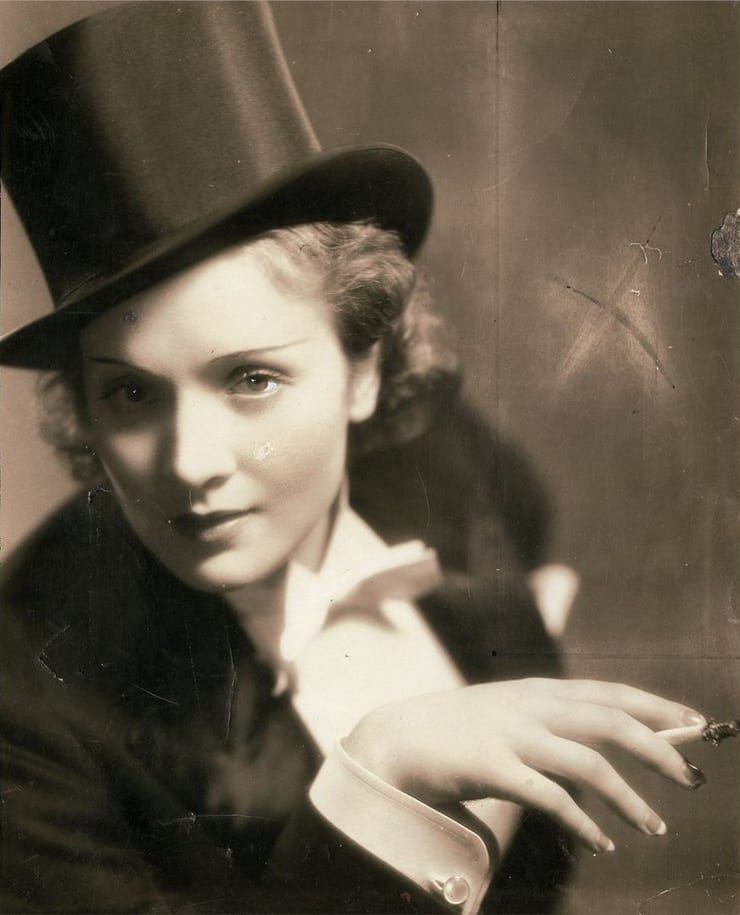
La actriz alemana Marlene Dietrich.

El cine alemán fue especialmente influyente durante los años de la República de Weimar, con los expresionistas alemanes como Robert Wiene (El gabinete del Doctor Caligari) y Friedrich Wilhelm Murnau. La época nazi produjo obras significativas como la película Münchhausen (1943) o el controvertido trabajo de la directora Leni Riefenstahl.
Durante el periodo 1970-1980 directores como Volker Schlöndorff, Werner Herzog, Wim Wenders, Rainer Werner Fassbinder colocaron el cine alemán de vuelta en la escena internacional con sus películas a menudo provocadoras. Más recientemente, películas como Das Boot (1981), Lola rennt (1998), Good Bye, Lenin! (2003), Gegen die Wand (2004), Der Untergang (2004) y Das Leben der Anderen (2007) han gozado de éxito internacional.
El Festival de Cine de Berlín, celebrado anualmente desde 1951, es uno de los festivales de cine más prestigiosos. La ceremonia anual de los Premios del Cine Europeo se celebra cada dos años en la ciudad de Berlín, donde se encuentra la Academia de Cine Europeo. Los estudios Babelsberg, en Potsdam, son los más antiguos de gran escala en el mundo y constituyen un centro internacional para la producción de películas.

### Gastronomía

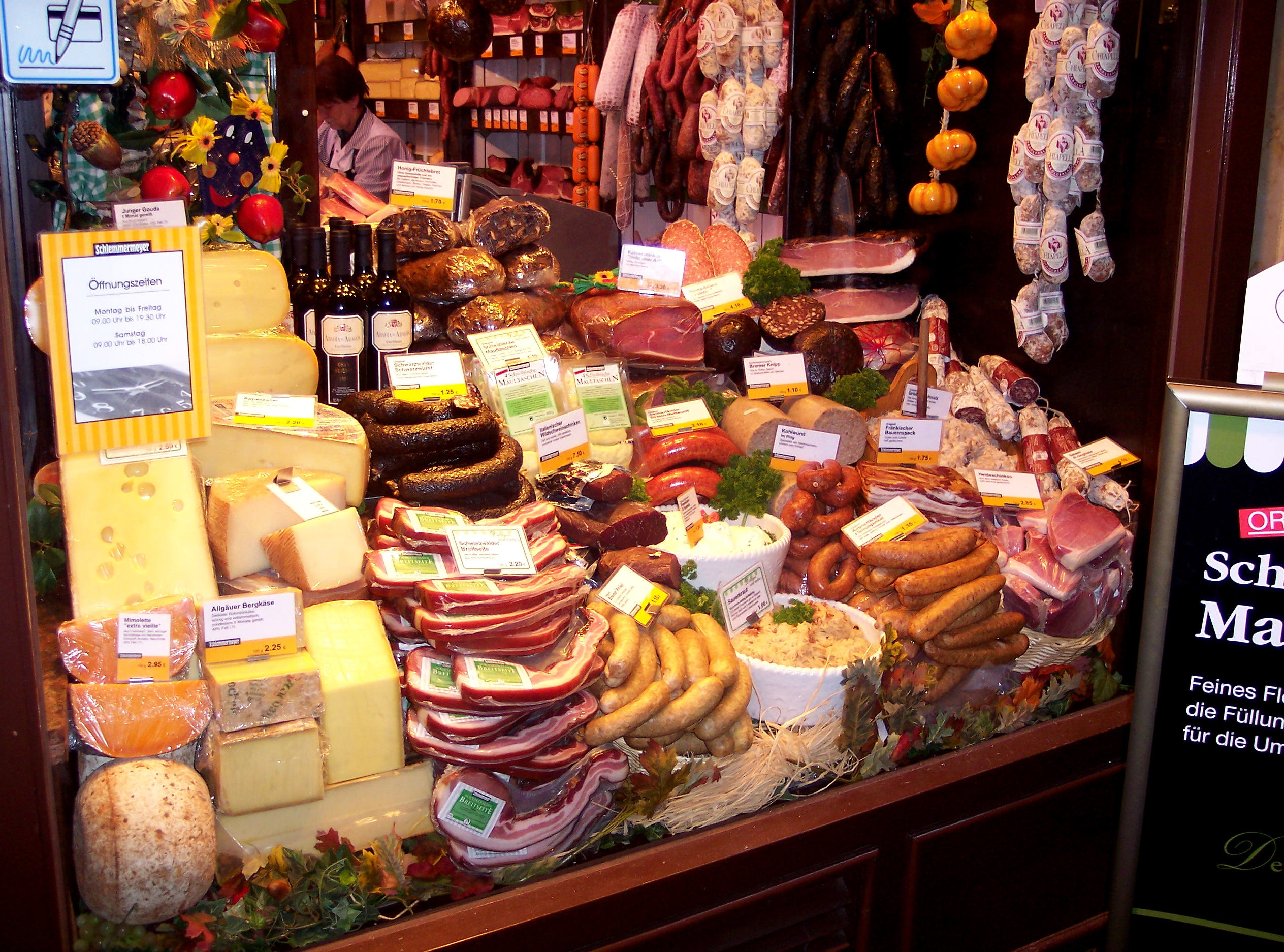
Queso y salchichas, alimentos típicos de la gastronomía alemana.

La cocina alemana varía de una región a otra. Las regiones del sur de Baviera y Suabia, por ejemplo, comparten una cultura culinaria con Suiza y Austria. Carne de cerdo, carne de vacuno, y aves de corral son las principales variedades de la carne consumida, con la carne de cerdo como la más popular. A lo largo de todas las regiones, la carne se come con frecuencia en forma de salchicha. Más de 1500 diferentes tipos de salchichas se producen en el país. Los llamados alimentos orgánicos han ganado una cuota de mercado de alrededor del 3,0 % y se prevé que sea una tendencia creciente.
El desayuno es usualmente una selección de cereales y miel o mermelada con pan. Algunos alemanes comen embutidos, huevos o queso con pan para el desayuno. Más de 300 tipos de panes son conocidos en todo el país. Al ser un país de inmigrantes, ha adoptado muchos platos internacionales. Platos italianos como pizza y pasta, o turcos y árabes como el kebab están bien establecidos, sobre todo en ciudades grandes. Restaurantes chinos y griegos están también considerablemente extendidos.
Aunque el vino es cada vez más popular en muchas partes de Alemania, la bebida nacional es la cerveza. El consumo de cerveza por persona en el país está disminuyendo, pero con 116 litros por año está todavía entre los más altos del mundo. De 18 países occidentales encuestados, el consumo per cápita de refrescos resultó ser inferior a la media (14.ª en la lista), mientras que el consumo de jugo de frutas es uno de los más altos (tercero en la lista).

### Sociedad
Alemania realizó en 2006 la campaña de marketing «Tierra de las ideas» con el fin de promoverse durante la fase final de la Copa Mundial de la FIFA 2006. En 2008 se retomó el proyecto. «Tierra de las ideas» se centra en las innovaciones recientes en las instituciones públicas y privadas, en las universidades e institutos de investigación, en las empresas e inclusive en proyectos sociales y culturales.
Desde las celebraciones de la Copa Mundial en 2006, la percepción interna y externa de la imagen del país ha cambiado. En las encuestas realizadas a nivel mundial conocidas como Índice de GMI Anholt, el país ocupó la segunda posición. Se tomaron en cuenta criterios económicos, la reputación del país en términos de cultura, política, sus ciudadanos y su atractivo turístico.
Alemania es tanto legalmente como culturalmente un país tolerante hacia los homosexuales. El 30 de junio de 2017 se aprobó el matrimonio homosexual, con los votos a favor del Partido Socialdemócrata, Los Verdes y la Izquierda. Gais y lesbianas pueden adoptar legalmente a los hijos de su pareja.
Durante la última década del siglo XX, Alemania cambió considerablemente su actitud hacia los inmigrantes. A pesar de que aproximadamente el 10 % de la población era extranjera, hasta mediados de los años noventa, la opinión pública era que Alemania no era un país de inmigración. Sin embargo, las leyes de asilo se endurecieron considerablemente en esa década para evitar su abuso.
Los alemanes invirtieron 58 000 millones de euros en viajes internacionales en 2005, lo cual los convierte en campeones mundiales en viajar. Los destinos más populares fueron Austria, España, Italia y Francia.

## Deporte

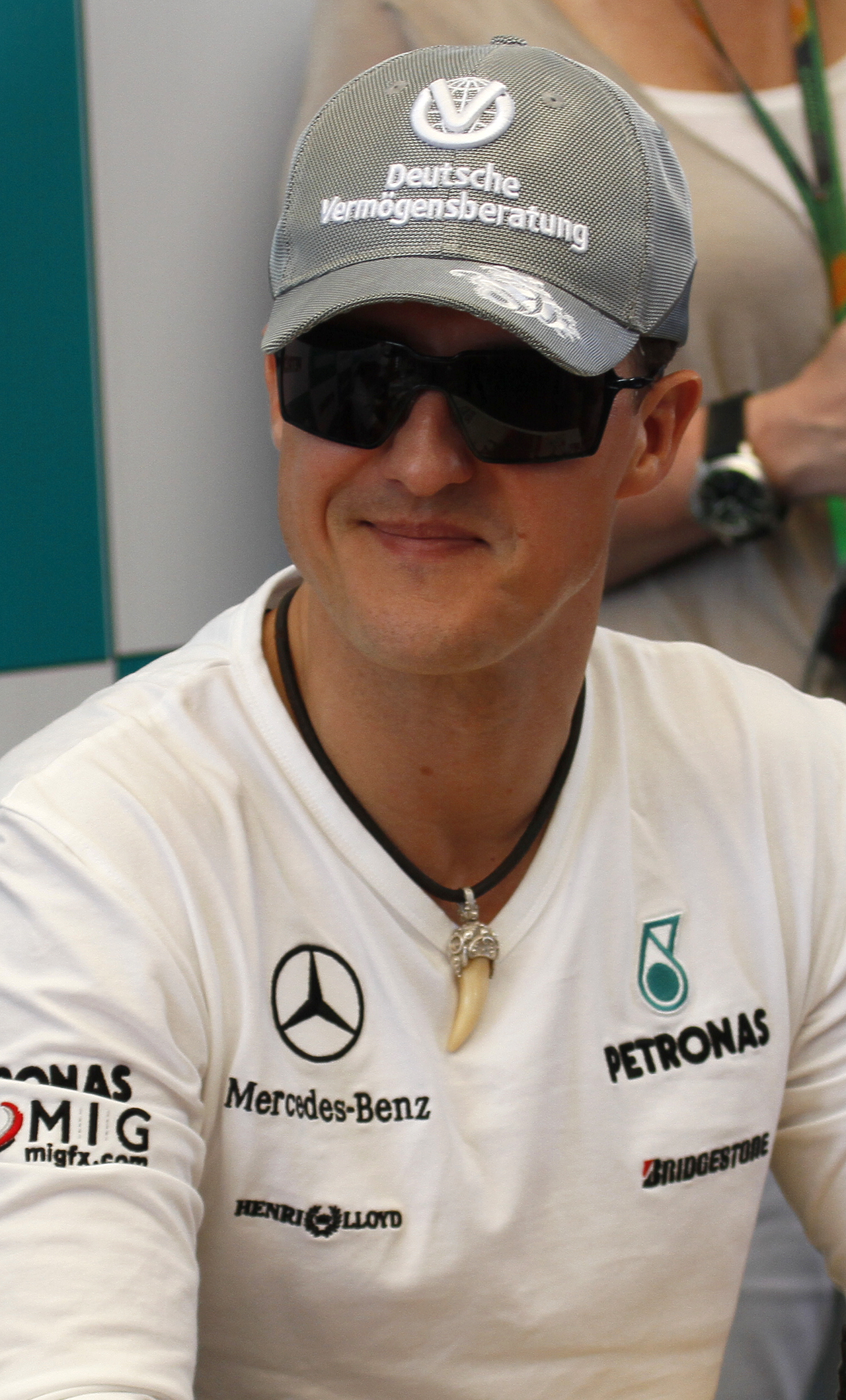
Michael Schumacher, siete veces Campeón del Mundo en la Fórmula 1.

La participación de Alemania en los Juegos Olímpicos ha sido una de las más destacadas desde que se realiza este evento. El país organizó dos ediciones de verano en Berlín 1936, otro en Múnich 1972 y una de invierno en Garmisch-Partenkirchen 1936.
Alemania ganó la mayoría de las medallas de oro y el total de medallas durante los Juegos Olímpicos de Berlín 1936 y los Juegos Olímpicos de Invierno de Turín 2006, Salt Lake City 2002, Nagano 1998, Albertville 1992 y como Alemania Oriental en Sarajevo 1984.
La Federación Alemana de Deportes Olímpicos (DOSB) cuenta con más de 27 millones de miembros. Según datos de esta organización, aproximadamente la tercera parte de la población del país realiza la práctica deportiva a través de un club o asociación en alguna de las más de 200 000 instalaciones de carácter deportivo que existen en el territorio y en los 2400 clubes del país. Por su parte la Federación Alemana de Fútbol (DFB) cuenta con más de 26 000 clubes, totalizando 6 millones de miembros, la membresía más grande de cualquier federación deportiva en el mundo.
La selección de fútbol de Alemania ha conseguido cuatro Copas Mundiales (las de Suiza 1954 contra Hungría en el llamado Milagro de Berna, Alemania Occidental 1974 frente a los Países Bajos, Italia 1990 y Brasil 2014 frente a Argentina) y tres Eurocopas (1972; 1980 y 1996). En tres ocasiones llegó a la final de la Eurocopa sin ganarla (1976, 1992 y 2008). Asimismo, el país fue sede de los campeonatos mundiales de 1974 y 2006. El 2 de julio de 2017 la selección alemana se consagró por primera vez campeona de la Copa Confederaciones de la FIFA, el último trofeo que aún faltaba en sus filas. Alemania también se destaca en el fútbol femenino, categoría en la que ha conquistado dos coronas de campeona del mundo, en 2003 y en 2007, siendo el máximo ganador de torneo continental. Esto hace que el país germano, a día de hoy, sea el único de todos los afiliados a la FIFA en haberse consagrado campeón del mundo tanto masculino como femenino.
La liga nacional, (conocida como la Bundesliga) es considerada como una de las 10 mejores ligas del mundo. Clubes como el Bayern de Múnich, Borussia Dortmund y el Hamburgo SV son los únicos de su país en ser campeones de la Copa de Europa; mientras que existen otros clubes históricos como el VfB Stuttgart, el Werder Bremen, F. C. Colonia, Borussia Mönchengladbach y el Eintracht Fráncfort. Futbolistas como Franz Beckenbauer, Karl-Heinz Rummenigge, Lothar Matthäus y Matthias Sammer son los únicos de su país en ganar el prestigioso Balón de Oro. Otras estrellas mundialmente conocidas son Gerd Müller, Sepp Maier, Bernd Schuster, Jürgen Klinsmann, Oliver Kahn, Michael Ballack, Marco Reus, Thomas Müller, entre otros.

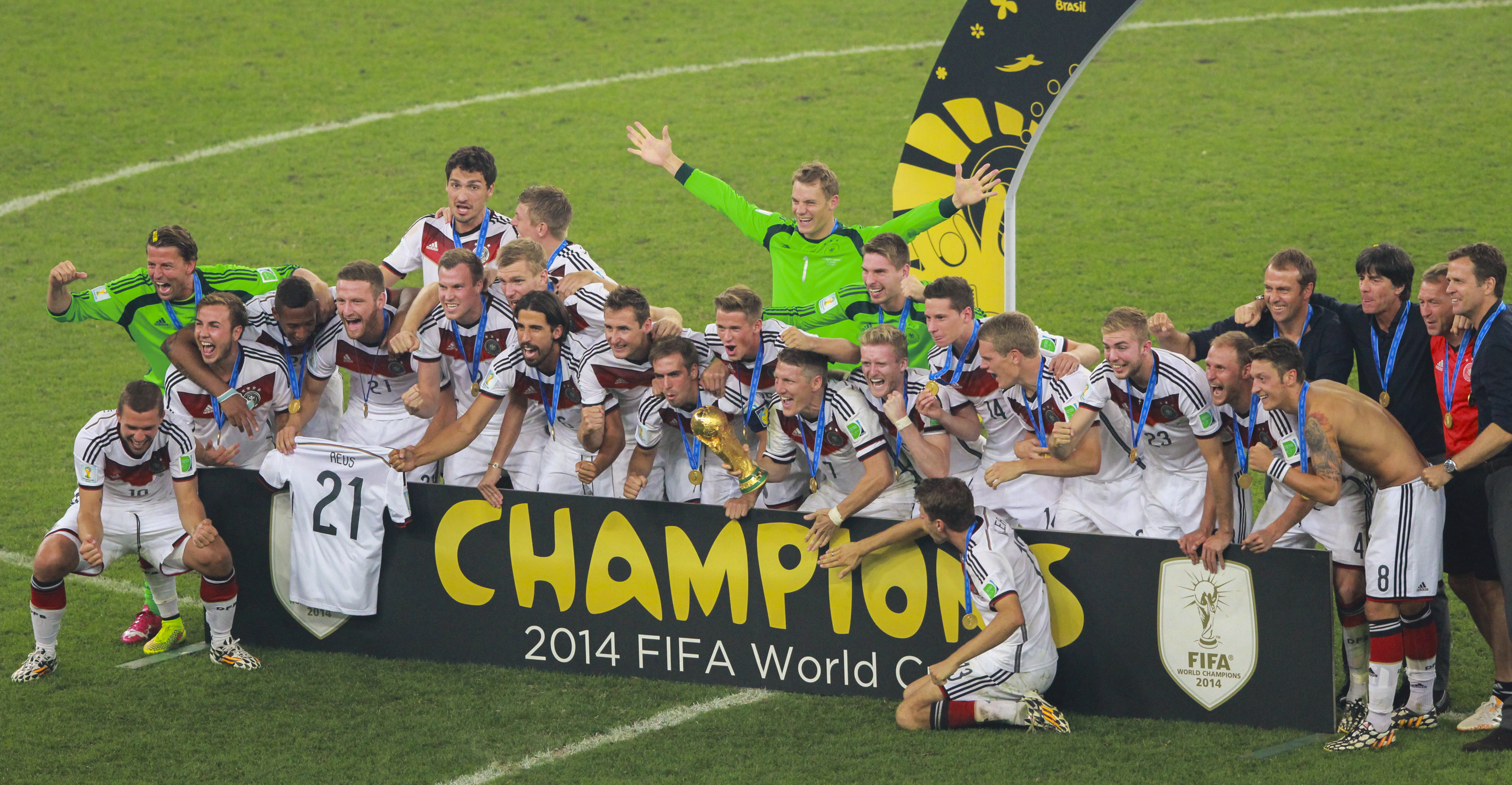
La Selección de Alemania tras ganar la Copa Mundial de la FIFA por cuarta vez. El fútbol es el deporte más popular en Alemania.

En cuanto al automovilismo, Alemania es una de las naciones principales a nivel mundial. Con numerosos automóviles ganadores de carreras como conductores alemanes. Precisamente el más exitoso conductor de Fórmula 1 en la historia es el alemán Michael Schumacher. También destacan Sebastian Vettel con cuatro títulos mundiales con el equipo Red Bull en 2010, 2011, 2012 y 2013 más dos subcampeonatos en 2009 y 2017, este último con el equipo Ferrari y Nico Rosberg campeón del mundo en 2016. Entre los pilotos germanos cabe destacar a Nicolas Hülkenberg o Christian Vietoris, que se proclamaron campeones en la A1 Grand Prix en la temporada de 2006/07. Alemania también es conocida por su más famoso equipo de Fórmula 1, Mercedes-Benz, y por sus coches ganadores de carreras de rally como Audi, Porsche, BMW, Volkswagen, entre otros.

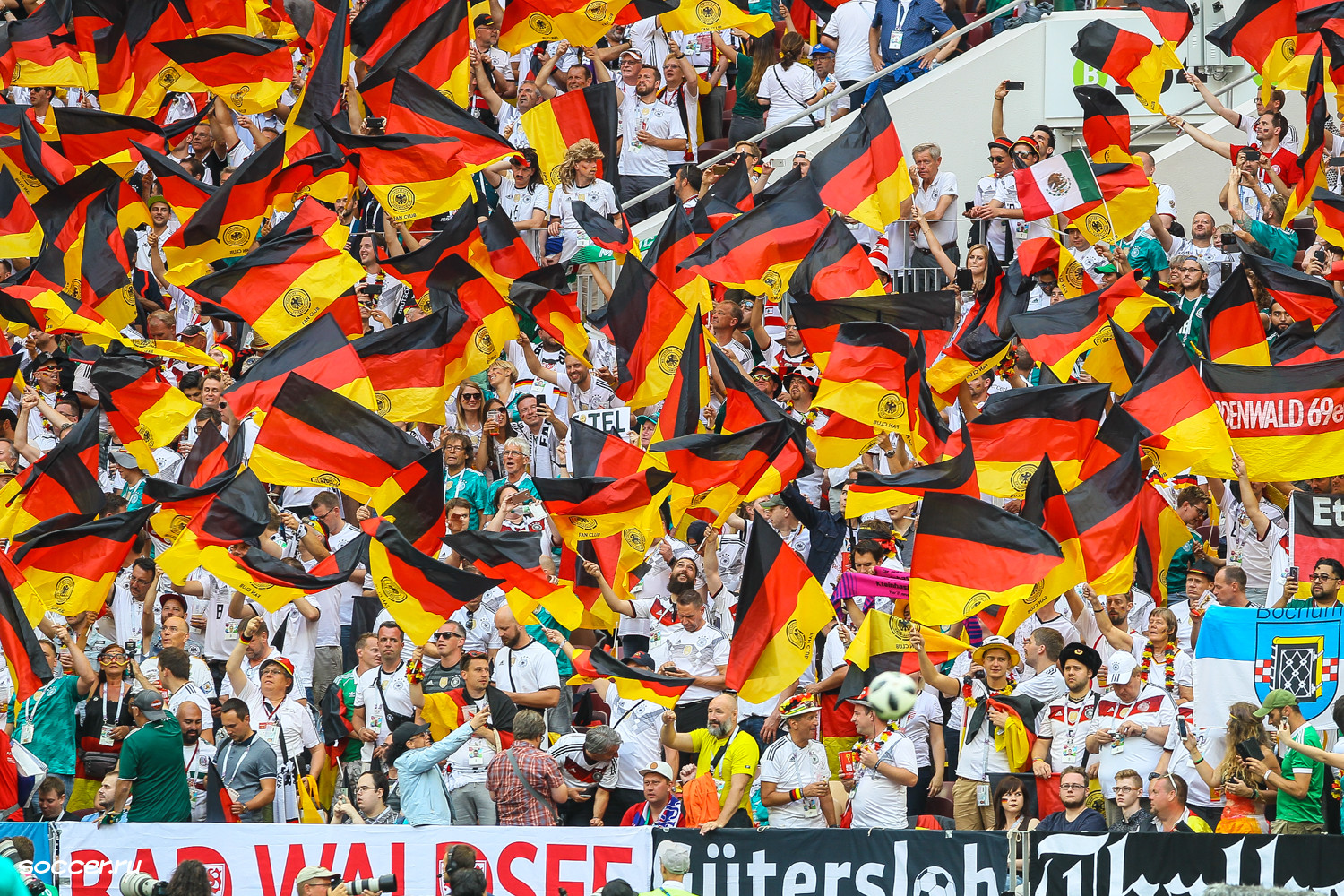
Copa Mundial de Fútbol de 2018 en Rusia.

También el ciclismo es un deporte popular en Alemania y uno de los mejores ciclistas de los tiempos recientes, Jan Ullrich, campeón olímpico, campeón del mundo contrarreloj en 2001 y ganador del Tour de Francia en 1997 y finalizó segundo en cinco ocasiones. Alemania además destaca en el ciclismo en pista, modalidad en la que ha conseguido varios campeonatos del mundo.
En hockey sobre hierba, Alemania ha obtenido dos medallas de oro en el torneo masculino del campeonato mundial de hockey sobre hierba, una en Campeonato Mundial de Hockey sobre Hierba Masculino de 2002 y otra en 2006; y otras dos medallas de oro en el torneo femenino, una en 1976 y otra en 1981.
El tenis ha tenido grandes éxitos. Steffi Graf es considerada como una de las mejores tenistas de la historia, ocupando el puesto número uno del ranking WTA en el año 1987 un total de 377 semanas (récord vigente), además de tener en su haber un total de 22 títulos de Grand Slam, récord histórico en la Era Abierta. También consiguió la medalla dorada en los Juegos Olímpicos de Seúl 1988. Boris Becker es otro tenista destacado que llegó a ocupar el puesto número 1 del ranking ATP en el año 1991 y que posee seis títulos de Grand Slam.
Otros deportistas alemanes destacados son el remero Andreas Dittmer, el atleta Dieter Baumann, los golfistas Bernhard Langer y Martin Kaymer, los nadadores Kristin Otto y Michael Gross, el boxeador Max Schmeling o los jugadores de baloncesto Dirk Nowitzki, ganador del premio MVP de la NBA en el año 2007 y campeón de la NBA 2011 y MVP de las Finales 2011, Detlef Schrempf, Shawn Bradley, Chris Kaman y Dennis Schröder.